# Europäischer Baum des Jahres

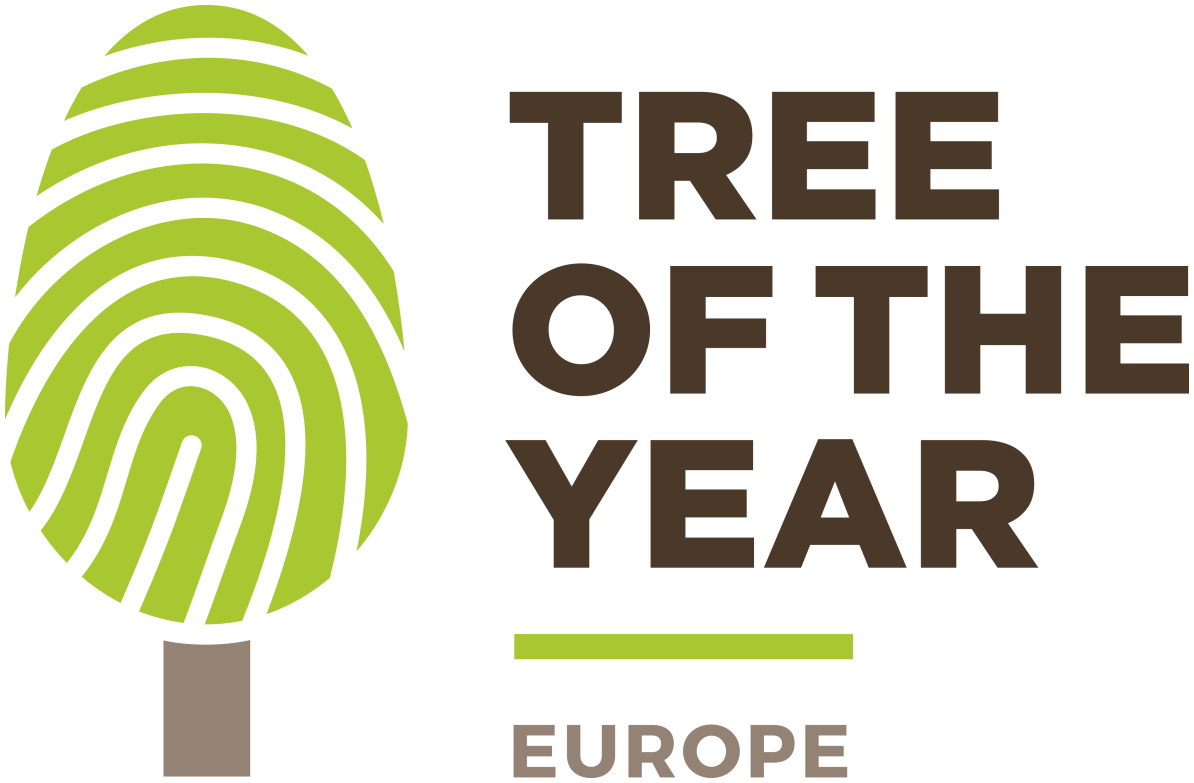
Wettbewerb „Europäischer Baum des Jahres“

Der Europäische Baum des Jahres (englisch European Tree of the Year = ETOY) ist ein jährlicher Wettbewerb, bei dem der „bemerkenswerteste Baum“ Europas ausgewählt wird. Im Gegensatz zur Auswahl des Baumes des Jahres wird hier beim Wettbewerb keine bestimmte Baumart ausgewählt, sondern ein einzelnes, markantes Baum-Exemplar. Der Wettbewerb findet seit 2011 statt und wird von der Environmental Partnership Association (EPA) durchgeführt, einer Organisation, welche von der European Landowners’ Association und der Europäischen Kommission unterstützt wird und unter der Schirmherrschaft des ehemaligen EU-Umweltkommissars Janez Potočnik steht.

## Beschreibung
Der Wettbewerb Europäischer Baum des Jahres wird seit 2011 durchgeführt. Dabei wird durch eine öffentliche Abstimmung ein Baum aus den nominierten Kandidaten der teilnehmenden Länder ausgewählt. Der Baumwettbewerb wurde von einem in Tschechien seit 2002 durchgeführten Wettbewerb inspiriert. Die einzelnen Länder führen zuvor eine nationale Umfrage durch, um ihren Kandidaten für das jeweilige Jahr auszuwählen, die Nominierungen erfolgen also im Jahr vor der Auszeichnung. Im Unterschied zur deutschen Auswahl des Baums des Jahres (durchgeführt seit 1989 durch die Silvius-Wodarz-Stiftung), wo eine bestimmte Baumart ausgewählt wird, werden bei diesem Wettbewerb (und den angeschlossenen nationalen Wettbewerben der Teilnehmerländer) spezielle Einzelbäume ausgewählt, die exemplarisch als Kandidaten für ihr Land antreten. Hauptaugenmerk soll dabei nicht auf die Schönheit und das Alter des Baumes gelegt werden, sondern auf die Geschichten, welche die Bäume zu erzählen haben. Seit 2011 konnte dadurch eine bemerkenswerte Chronologie von interessanten Baumgeschichten entstehen, welche die Bedeutung für das Leben der Menschen mit ihnen widerspiegeln.
Deutschland nahm erstmals 2016 mit der Riesenlinde zu Heede (Niedersachsen) am Wettbewerb teil und 2017 erneut mit der Kletterbuche von Hoppenrade (Brandenburg). Weitere Teilnahmen wurden aus bisher unbestätigten Gründen nicht geplant, seit 2019 wird aber mit der Initiative „Nationalerbe-Bäume“ ein eigener nationaler Weg gegangen, um außergewöhnliche Baumexemplare zu schützen und damit in die Aufmerksamkeit der Öffentlichkeit zu rücken.
Die Abstimmung für den europäischen Baum des Jahres findet online statt. Sie beginnt jedes Jahr am 1. Februar und dauert bis zum Monatsende, also dem 28. oder 29. Februar. Es können zwei Stimmen für die nominierten Kandidaten abgegeben werden. Die abgegebenen Stimmen für jeden Baum werden online live angezeigt, jedoch nur bis zur letzten Februarwoche, um dann die endgültigen Abstimmungszahlen geheim zu halten. Der Gewinner wird erst bei einer Preisverleihung Ende März im EU-Parlament in Brüssel bekannt gegeben. Seit 2015 gibt es im Abstimmungsmonat Februar verschiedene nationale Werbebaum-Kampagnen, bei denen die Kandidatenbäume besucht werden; in manchen Ländern finden auch national organisierte PR-Veranstaltungen oder von Kindern geführte Community-Kunstwettbewerbe statt. Seit 2011 werben die Wettbewerbs-Veranstalter der Czech Environmental Partnership Foundation auch mit einem Blog ETOY – Trees don’t talk, um auf zahlreiche Bäume und ihre Bedeutung in ganz Europa aufmerksam zu machen.

## Ziele
Das offizielle Ziel des Wettbewerbs besteht nicht nur in der Auswahl eines bestimmten Baumes, sondern auch darin, die Bedeutung von Bäumen für das natürliche und kulturelle Erbe Europas hervorzuheben und die Menschen dafür zu sensibilisieren, dass sie unseren Schutz und Pflege verdienen. Dies drückt der Slogan „Perché alle radici del mondo c’era un albero e solo gli alberi ci possono salvare!“ (deutsch: ‚Denn an den Wurzeln der Welt stand ein Baum, drum können nur Bäume uns retten!‘) der italienischen Giant Trees Foundation aus. Die Deutsche Dendrologische Gesellschaft, die 2016 und 2017 Ausrichter des nationalen deutschen Wettbewerbs war, drückte das so aus: „Durch diesen öffentlichen Wettbewerb die Bedeutsamkeit bemerkenswerter Bäume für uns Menschen, für unsere Natur und für unser Kulturerbe darzustellen und ihnen entsprechend Achtung, Fürsorge und Schutz zukommen zu lassen.“

## Organisatoren der nationalen Umfragen
In den einzelnen Ländern werden die nationalen Umfragen im Vorjahr jeweils meist von gemeinnützigen Natur- und Umweltschutz-Organisationen durchgeführt, welche über Spenden und Sponsoren finanziert werden. Dabei besteht mitunter in Großbritannien eine Sonderregel, so dass in einzelnen Jahren England, Nordirland, Schottland und Wales mit jeweils eigenen Kandidaten teilnehmen können.
- Belgien – „Stichting Behoud Natuur“[9] – Kandidaten und Gewinner 2014–2020[10]
- Bulgarien – Фондация „ЕкоОбщност“ (Fondazija „EkoObschtnost“) „Bulgarian Environmental Partnership Foundation“[11]
- Deutschland – „Deutsche Dendrologische Gesellschaft e. V. (DDG)“,[12] nur 2016 und 2017
- Estland – „Arboristide Koda“[13]
- Frankreich – „Arbres Remarquables“[14]
- Großbritannien – „Woodland Trust“[15] - britischer Wettbewerb „Tree of the Year“[16]
- Irland – „Just Forrest“[17]
- Italien – „Giant Trees Foundation Onlus“[18] – italienischer Wettbewerb „Tree of the Year contest“[19]
- Kroatien – „Hrvatsko stablo godine“[20]
- Lettland – „LMSP“[21] – lettischer Wettbewerb „Gada Koks“[22] (seit 2021)
- Litauen – „Lietuvos arboristikos centras“[23]
- Niederlande – „SBNL Natuurfonds“[24] – „De Boom van het Jaar“[25]
- Polen – „Klub Gaja“[26] – polnischer nationaler Wettbewerb „Drzewo Roku“[27]
- Portugal – „UNAC – União da Floresta Mediterrânica“[28] – portugiesischer nationaler Wettbewerb „Árvore do Ano“[29]
- Rumänien – „GEO-CARTEDD“[30] und „Fundația pentru Parteneriat“[31]
- Russland – „Дерево года“[32]
- Spanien – „Bosques sin Fronteras“[33] – spanischer Wettbewerb „Árbol del año“[34]
- Slowakei – auf „Nadacia ekopolis“[35] – Ergebnisse der Umfrage „Strom roka“[36]
- Tschechien – „Nadace Partnerství“[37] – Kandidaten 2002–2020[38]
- Ungarn – „Ökotárs“ Foundation[39] – jährlicher ungarischer Wettbewerb „Európai Év Fája“[40]

## Nominierungen der Bäume des Jahres
Folgende Bäume waren in den jeweiligen Jahren (als Gewinner der nationalen Wettbewerbe) als Kandidaten nominiert:

### Kandidaten 2011
| 2011 – 56.223 Stimmen – 5 Kandidaten (siehe auch Die Geschichten und Bilder der Nominierten 2011) | 2011 – 56.223 Stimmen – 5 Kandidaten (siehe auch Die Geschichten und Bilder der Nominierten 2011) | 2011 – 56.223 Stimmen – 5 Kandidaten (siehe auch Die Geschichten und Bilder der Nominierten 2011) | 2011 – 56.223 Stimmen – 5 Kandidaten (siehe auch Die Geschichten und Bilder der Nominierten 2011) | 2011 – 56.223 Stimmen – 5 Kandidaten (siehe auch Die Geschichten und Bilder der Nominierten 2011) | 2011 – 56.223 Stimmen – 5 Kandidaten (siehe auch Die Geschichten und Bilder der Nominierten 2011) | 2011 – 56.223 Stimmen – 5 Kandidaten (siehe auch Die Geschichten und Bilder der Nominierten 2011) | 2011 – 56.223 Stimmen – 5 Kandidaten (siehe auch Die Geschichten und Bilder der Nominierten 2011) | 2011 – 56.223 Stimmen – 5 Kandidaten (siehe auch Die Geschichten und Bilder der Nominierten 2011) | 2011 – 56.223 Stimmen – 5 Kandidaten (siehe auch Die Geschichten und Bilder der Nominierten 2011) |
| Platz                                                                                             | Stimmen                                                                                           | Name des Baumes                                                                                   | Baumart (Taxon)                                                                                   | Ort                                                                                               | Land                                                                                              | Lage                                                                                              | Bilder                                                                                            | Objekt                                                                                            | 2. Platz: Platane in Garmen (weitere Bilder 2011 )                                                |
| ------------------------------------------------------------------------------------------------- | ------------------------------------------------------------------------------------------------- | ------------------------------------------------------------------------------------------------- | ------------------------------------------------------------------------------------------------- | ------------------------------------------------------------------------------------------------- | ------------------------------------------------------------------------------------------------- | ------------------------------------------------------------------------------------------------- | ------------------------------------------------------------------------------------------------- | ------------------------------------------------------------------------------------------------- | ------------------------------------------------------------------------------------------------- |
| 01                                                                                                | 23.298                                                                                            | Linde in Leliceni (engl.: Lime in Leliceni)                                                       | Winterlinde (Tilia cordata)                                                                       | Leliceni                                                                                          | Rumänien                                                                                          | ⊙                                                                                                 |                                                                                                   |                                                                                                   | 2. Platz: Platane in Garmen (weitere Bilder 2011 )                                                |
| 02                                                                                                | 18.374                                                                                            | Platane in Garmen (engl.: Plane in Garmen)                                                        | Morgenländische Platane (Platanus orientalis)                                                     | Garmen                                                                                            | Bulgarien                                                                                         | ⊙                                                                                                 |                                                                                                   |                                                                                                   | 2. Platz: Platane in Garmen (weitere Bilder 2011 )                                                |
| 03                                                                                                | 8.836                                                                                             | Platane in Letenye (engl.: Plane in Letenye)                                                      | Ahornblättrige Platane (Platanus × hispanica)                                                     | Letenye                                                                                           | Ungarn                                                                                            | ⊙                                                                                                 |                                                                                                   |                                                                                                   | 2. Platz: Platane in Garmen (weitere Bilder 2011 )                                                |
| 04                                                                                                | 3.403                                                                                             | Eiche in Dubinné (engl.: Oak in Dubinné)                                                          | Stieleiche (Quercus robur)                                                                        | Dubinné                                                                                           | Slowakei                                                                                          | ⊙                                                                                                 |                                                                                                   |                                                                                                   | 2. Platz: Platane in Garmen (weitere Bilder 2011 )                                                |
| 05                                                                                                | 2.312                                                                                             | Eiche bei Bohuňovice (engl.: Hrom’s oak)                                                          | Stieleiche (Quercus robur)                                                                        | Bohuňovice bei Olmütz                                                                             | Tschechien                                                                                        | ⊙                                                                                                 |                                                                                                   |                                                                                                   | 2. Platz: Platane in Garmen (weitere Bilder 2011 )                                                |

### Kandidaten 2012
| 2012 – 41.349 Stimmen – 7 Kandidaten (siehe auch Die Geschichten und Bilder der Nominierten 2012) | 2012 – 41.349 Stimmen – 7 Kandidaten (siehe auch Die Geschichten und Bilder der Nominierten 2012) | 2012 – 41.349 Stimmen – 7 Kandidaten (siehe auch Die Geschichten und Bilder der Nominierten 2012) | 2012 – 41.349 Stimmen – 7 Kandidaten (siehe auch Die Geschichten und Bilder der Nominierten 2012) | 2012 – 41.349 Stimmen – 7 Kandidaten (siehe auch Die Geschichten und Bilder der Nominierten 2012) | 2012 – 41.349 Stimmen – 7 Kandidaten (siehe auch Die Geschichten und Bilder der Nominierten 2012) | 2012 – 41.349 Stimmen – 7 Kandidaten (siehe auch Die Geschichten und Bilder der Nominierten 2012) | 2012 – 41.349 Stimmen – 7 Kandidaten (siehe auch Die Geschichten und Bilder der Nominierten 2012) | 2012 – 41.349 Stimmen – 7 Kandidaten (siehe auch Die Geschichten und Bilder der Nominierten 2012) | 2012 – 41.349 Stimmen – 7 Kandidaten (siehe auch Die Geschichten und Bilder der Nominierten 2012) |
| Platz                                                                                             | Stimmen                                                                                           | Name des Baumes                                                                                   | Baumart (Taxon)                                                                                   | Ort                                                                                               | Land                                                                                              | Lage                                                                                              | Bilder                                                                                            | Objekt                                                                                            | 7. Platz: Pistazie bei Ghisonaccia (weitere Bilder 2012 )                                         |
| ------------------------------------------------------------------------------------------------- | ------------------------------------------------------------------------------------------------- | ------------------------------------------------------------------------------------------------- | ------------------------------------------------------------------------------------------------- | ------------------------------------------------------------------------------------------------- | ------------------------------------------------------------------------------------------------- | ------------------------------------------------------------------------------------------------- | ------------------------------------------------------------------------------------------------- | ------------------------------------------------------------------------------------------------- | ------------------------------------------------------------------------------------------------- |
| 01                                                                                                | 11.158                                                                                            | Linde in Felsőmocsolád (engl.: The Old Lime Tree of Felsőmocsolád)                                | Linde (Tilia sp.)                                                                                 | Felsőmocsolád                                                                                     | Ungarn                                                                                            | ⊙                                                                                                 |                                                                                                   |                                                                                                   | 7. Platz: Pistazie bei Ghisonaccia (weitere Bilder 2012 )                                         |
| 02                                                                                                | 9.812                                                                                             | Ulme von Căpeni (engl.: The Elm Tree from Căpeni (Köpec))                                         | Feldulme (Ulmus campestris)                                                                       | Căpeni                                                                                            | Rumänien                                                                                          | ⊙                                                                                                 |                                                                                                   |                                                                                                   | 7. Platz: Pistazie bei Ghisonaccia (weitere Bilder 2012 )                                         |
| 03                                                                                                | 6.071                                                                                             | Ulme bei Nissowo (engl.: The Wish Tree)                                                           | Ulme (Ulmus sp.)                                                                                  | Nissowo                                                                                           | Bulgarien                                                                                         | ⊙                                                                                                 |                                                                                                   |                                                                                                   | 7. Platz: Pistazie bei Ghisonaccia (weitere Bilder 2012 )                                         |
| 04                                                                                                | 5.591                                                                                             | Linde in Lipany (engl.: Lime Tree in Lipany)                                                      | Winterlinde (Tilia cordata Miller)                                                                | Lipany                                                                                            | Slowakei                                                                                          | ⊙                                                                                                 |                                                                                                   |                                                                                                   | 7. Platz: Pistazie bei Ghisonaccia (weitere Bilder 2012 )                                         |
| 05                                                                                                | 3.685                                                                                             | Eiche in Dęblin (engl.: The Oak Grot in Dęblin)                                                   | Stieleiche (Quercus robur)                                                                        | Dęblin                                                                                            | Polen                                                                                             | ⊙                                                                                                 |                                                                                                   |                                                                                                   | 7. Platz: Pistazie bei Ghisonaccia (weitere Bilder 2012 )                                         |
| 06                                                                                                | 2.976                                                                                             | Allee in Skalička (engl.: Alley in Skalička)                                                      | Allee von Eichen und Linden                                                                       | Skalička                                                                                          | Tschechien                                                                                        | ⊙                                                                                                 |                                                                                                   |                                                                                                   | 7. Platz: Pistazie bei Ghisonaccia (weitere Bilder 2012 )                                         |
| 07                                                                                                | 2.056                                                                                             | Pistazie bei Ghisonaccia (engl.: Pistacia in Ghisonaccia)                                         | Wilde Pistazie (Pistacia lentiscus)                                                               | Ghisonaccia auf Korsika                                                                           | Frankreich                                                                                        | ⊙                                                                                                 |                                                                                                   |                                                                                                   | 7. Platz: Pistazie bei Ghisonaccia (weitere Bilder 2012 )                                         |

### Kandidaten 2013
| 2013 – 45.228 Stimmen – 6 Kandidaten (siehe auch Die Geschichten und Bilder der Nominierten 2013) | 2013 – 45.228 Stimmen – 6 Kandidaten (siehe auch Die Geschichten und Bilder der Nominierten 2013) | 2013 – 45.228 Stimmen – 6 Kandidaten (siehe auch Die Geschichten und Bilder der Nominierten 2013) | 2013 – 45.228 Stimmen – 6 Kandidaten (siehe auch Die Geschichten und Bilder der Nominierten 2013) | 2013 – 45.228 Stimmen – 6 Kandidaten (siehe auch Die Geschichten und Bilder der Nominierten 2013) | 2013 – 45.228 Stimmen – 6 Kandidaten (siehe auch Die Geschichten und Bilder der Nominierten 2013) | 2013 – 45.228 Stimmen – 6 Kandidaten (siehe auch Die Geschichten und Bilder der Nominierten 2013) | 2013 – 45.228 Stimmen – 6 Kandidaten (siehe auch Die Geschichten und Bilder der Nominierten 2013) | 2013 – 45.228 Stimmen – 6 Kandidaten (siehe auch Die Geschichten und Bilder der Nominierten 2013) | 2013 – 45.228 Stimmen – 6 Kandidaten (siehe auch Die Geschichten und Bilder der Nominierten 2013) |
| Platz                                                                                             | Stimmen                                                                                           | Name des Baumes                                                                                   | Baumart (Taxon)                                                                                   | Ort                                                                                               | Land                                                                                              | Lage                                                                                              | Bilder                                                                                            | Objekt                                                                                            | 4. Platz: Winterlinden-Allee bei Nové Dvory (weitere Bilder 2013 )                                |
| ------------------------------------------------------------------------------------------------- | ------------------------------------------------------------------------------------------------- | ------------------------------------------------------------------------------------------------- | ------------------------------------------------------------------------------------------------- | ------------------------------------------------------------------------------------------------- | ------------------------------------------------------------------------------------------------- | ------------------------------------------------------------------------------------------------- | ------------------------------------------------------------------------------------------------- | ------------------------------------------------------------------------------------------------- | ------------------------------------------------------------------------------------------------- |
| 01                                                                                                | 14.205                                                                                            | Platane von Eger (engl.: Plane tree in Eger)                                                      | Morgenländische Platane (Platanus orientalis)                                                     | Eger                                                                                              | Ungarn                                                                                            | ⊙                                                                                                 |                                                                                                   |                                                                                                   | 4. Platz: Winterlinden-Allee bei Nové Dvory (weitere Bilder 2013 )                                |
| 02                                                                                                | 13.989                                                                                            | Platane in Kozy (engl.: Plane tree in Kozy)                                                       | Ahornblättrige Platane (Platanus x acerifolia)                                                    | Kozy                                                                                              | Polen                                                                                             | ⊙                                                                                                 |                                                                                                   |                                                                                                   | 4. Platz: Winterlinden-Allee bei Nové Dvory (weitere Bilder 2013 )                                |
| 03                                                                                                | 5.785                                                                                             | Königseiche von Tullamore (engl.: King Oak)                                                       | Stieleiche (Quercus robur)                                                                        | Tullamore                                                                                         | Irland                                                                                            | ⊙                                                                                                 |                                                                                                   |                                                                                                   | 4. Platz: Winterlinden-Allee bei Nové Dvory (weitere Bilder 2013 )                                |
| 04                                                                                                | 4.636                                                                                             | Lindenallee bei Nové Dvory (engl.: Lime Tree in the Nové Dvory Alley)                             | Winterlinden-Allee (Tilia cordata)                                                                | bei Nové Dvory                                                                                    | Tschechien                                                                                        | ⊙                                                                                                 |                                                                                                   |                                                                                                   | 4. Platz: Winterlinden-Allee bei Nové Dvory (weitere Bilder 2013 )                                |
| 05                                                                                                | 3.876                                                                                             | Platane von Komjatice (engl.: Plane tree from Komjatice)                                          | Ahornblättrige Platane (Platanus x acerifolia)                                                    | Komjatice                                                                                         | Slowakei                                                                                          | ⊙                                                                                                 |                                                                                                   |                                                                                                   | 4. Platz: Winterlinden-Allee bei Nové Dvory (weitere Bilder 2013 )                                |
| 06                                                                                                | 2.737                                                                                             | Walnuss- und Maulbeerbaum von Gluschnik (engl.: The Mulberry and Walnut trees of Glushnik)        | Echte Walnuss (Juglans regia) und Weiße Maulbeere (Morus alba)                                    | Dorf Gluschnik nahe Sliwen                                                                        | Bulgarien                                                                                         | ⊙                                                                                                 |                                                                                                   |                                                                                                   | 4. Platz: Winterlinden-Allee bei Nové Dvory (weitere Bilder 2013 )                                |

### Kandidaten 2014
| 2014 – 159.627 Stimmen – 10 Kandidaten (die Geschichten und die Baum-Daten: siehe Liste) | 2014 – 159.627 Stimmen – 10 Kandidaten (die Geschichten und die Baum-Daten: siehe Liste) | 2014 – 159.627 Stimmen – 10 Kandidaten (die Geschichten und die Baum-Daten: siehe Liste) | 2014 – 159.627 Stimmen – 10 Kandidaten (die Geschichten und die Baum-Daten: siehe Liste) | 2014 – 159.627 Stimmen – 10 Kandidaten (die Geschichten und die Baum-Daten: siehe Liste) | 2014 – 159.627 Stimmen – 10 Kandidaten (die Geschichten und die Baum-Daten: siehe Liste) | 2014 – 159.627 Stimmen – 10 Kandidaten (die Geschichten und die Baum-Daten: siehe Liste) | 2014 – 159.627 Stimmen – 10 Kandidaten (die Geschichten und die Baum-Daten: siehe Liste) | 2014 – 159.627 Stimmen – 10 Kandidaten (die Geschichten und die Baum-Daten: siehe Liste) | 2014 – 159.627 Stimmen – 10 Kandidaten (die Geschichten und die Baum-Daten: siehe Liste) |
| Platz                                                                                    | Stimmen                                                                                  | Name des Baumes                                                                          | Baumart (Taxon)                                                                          | Ort                                                                                      | Land                                                                                     | Lage                                                                                     | Bilder                                                                                   | Objekt                                                                                   | 6. Platz: Bonzai-Eiche in Bégard (weitere Bilder 2014 )                                  |
| ---------------------------------------------------------------------------------------- | ---------------------------------------------------------------------------------------- | ---------------------------------------------------------------------------------------- | ---------------------------------------------------------------------------------------- | ---------------------------------------------------------------------------------------- | ---------------------------------------------------------------------------------------- | ---------------------------------------------------------------------------------------- | ---------------------------------------------------------------------------------------- | ---------------------------------------------------------------------------------------- | ---------------------------------------------------------------------------------------- |
| 01                                                                                       | 77.526                                                                                   | Ulme von Sliwen (engl.: The Old Elm)                                                     | Feldulme (Ulmus minor)                                                                   | Sliwen                                                                                   | Bulgarien                                                                                | ⊙                                                                                        |                                                                                          |                                                                                          | 6. Platz: Bonzai-Eiche in Bégard (weitere Bilder 2014 )                                  |
| 02                                                                                       | 36.925                                                                                   | Birne von Gödöllő (engl.: The Giant Wild Pear of Gödöllő)                                | Wildbirne (Pyrus pyraster)                                                               | Gödöllő                                                                                  | Ungarn                                                                                   | ⊙                                                                                        |                                                                                          |                                                                                          | 6. Platz: Bonzai-Eiche in Bégard (weitere Bilder 2014 )                                  |
| 03                                                                                       | 16.768                                                                                   | Eiche bei Będomin (engl.: Wybicki Oak at Będomin)                                        | Stieleiche (Quercus robur)                                                               | Będomin nahe Kościerzyna                                                                 | Polen                                                                                    | ⊙                                                                                        |                                                                                          |                                                                                          | 6. Platz: Bonzai-Eiche in Bégard (weitere Bilder 2014 )                                  |
| 04                                                                                       | 10.169                                                                                   | Eiche im Zechenter-Garten (engl.: Zechenter’s Garden Oak)                                | Stieleiche (Quercus robur)                                                               | Kremnica                                                                                 | Slowakei                                                                                 | ⊙                                                                                        |                                                                                          |                                                                                          | 6. Platz: Bonzai-Eiche in Bégard (weitere Bilder 2014 )                                  |
| 05                                                                                       | 8.211                                                                                    | Wächtereiche von Višňová (engl.: The Guardian Oak of Višňová)                            | Stieleiche (Quercus robur)                                                               | Višňová                                                                                  | Tschechien                                                                               | ⊙                                                                                        |                                                                                          |                                                                                          | 6. Platz: Bonzai-Eiche in Bégard (weitere Bilder 2014 )                                  |
| 06                                                                                       | 4.989                                                                                    | Bonzai-Eiche in Bégard (engl.: The Bonsai Oak in Bégard)                                 | Stieleiche (Quercus robur "Bonzai")                                                      | Bégard                                                                                   | Frankreich                                                                               | ⊙                                                                                        |                                                                                          |                                                                                          | 6. Platz: Bonzai-Eiche in Bégard (weitere Bilder 2014 )                                  |
| 07                                                                                       | 1.740                                                                                    | Fiddler-Eiche bei Dunkeld (engl.: Niel Gow’s Oak)                                        | Traubeneiche (Quercus petraea)                                                           | nahe Dunkeld                                                                             | Schottland, Großbritannien                                                               | ⊙                                                                                        |                                                                                          |                                                                                          | 6. Platz: Bonzai-Eiche in Bégard (weitere Bilder 2014 )                                  |
| 08                                                                                       | 1.517                                                                                    | Graupappel von Birr-Castle (engl.: The Birr Castle Grey Poplar)                          | Grau-Pappel (Populus × canescens)                                                        | nahe Birr                                                                                | Irland                                                                                   | ⊙                                                                                        |                                                                                          |                                                                                          | 6. Platz: Bonzai-Eiche in Bégard (weitere Bilder 2014 )                                  |
| 09                                                                                       | 1.093                                                                                    | Wrexham-Eiche (engl.: The Oak at the Gate of the Dead)                                   | Stieleiche (Quercus robur)                                                               | Wrexham                                                                                  | Wales, Großbritannien                                                                    | ⊙                                                                                        |                                                                                          |                                                                                          | 6. Platz: Bonzai-Eiche in Bégard (weitere Bilder 2014 )                                  |
| 10                                                                                       | 689                                                                                      | Wächtereiche am Kloster (engl.: The Tree of Perfect Gaiety)                              | Flaumeiche (Quercus pubescens)                                                           | nahe Rieti                                                                               | Italien                                                                                  | ⊙                                                                                        |                                                                                          |                                                                                          | 6. Platz: Bonzai-Eiche in Bégard (weitere Bilder 2014 )                                  |

### Kandidaten 2015
| 2015 – 171.977 Stimmen – 14 Kandidaten (die Geschichten und die Baum-Daten: siehe Liste) | 2015 – 171.977 Stimmen – 14 Kandidaten (die Geschichten und die Baum-Daten: siehe Liste) | 2015 – 171.977 Stimmen – 14 Kandidaten (die Geschichten und die Baum-Daten: siehe Liste) | 2015 – 171.977 Stimmen – 14 Kandidaten (die Geschichten und die Baum-Daten: siehe Liste) | 2015 – 171.977 Stimmen – 14 Kandidaten (die Geschichten und die Baum-Daten: siehe Liste) | 2015 – 171.977 Stimmen – 14 Kandidaten (die Geschichten und die Baum-Daten: siehe Liste) | 2015 – 171.977 Stimmen – 14 Kandidaten (die Geschichten und die Baum-Daten: siehe Liste) | 2015 – 171.977 Stimmen – 14 Kandidaten (die Geschichten und die Baum-Daten: siehe Liste) | 2015 – 171.977 Stimmen – 14 Kandidaten (die Geschichten und die Baum-Daten: siehe Liste) | 2015 – 171.977 Stimmen – 14 Kandidaten (die Geschichten und die Baum-Daten: siehe Liste) |
| Platz                                                                                    | Stimmen                                                                                  | Name des Baumes                                                                          | Baumart (Taxon)                                                                          | Ort                                                                                      | Land                                                                                     | Lage                                                                                     | Bilder                                                                                   | Objekt                                                                                   | 12. Platz: Kastanie bei Pianello auf Korsika (weitere Bilder 2015 )                      |
| ---------------------------------------------------------------------------------------- | ---------------------------------------------------------------------------------------- | ---------------------------------------------------------------------------------------- | ---------------------------------------------------------------------------------------- | ---------------------------------------------------------------------------------------- | ---------------------------------------------------------------------------------------- | ---------------------------------------------------------------------------------------- | ---------------------------------------------------------------------------------------- | ---------------------------------------------------------------------------------------- | ---------------------------------------------------------------------------------------- |
| 01                                                                                       | 59.836                                                                                   | Eiche auf dem Fußballfeld (engl.: Oak tree on a football field)                          | Stieleiche (Quercus robur)                                                               | Orissaare                                                                                | Estland                                                                                  | ⊙                                                                                        |                                                                                          |                                                                                          | 12. Platz: Kastanie bei Pianello auf Korsika (weitere Bilder 2015 )                      |
| 02                                                                                       | 53.487                                                                                   | Platane von Tata (engl.: The great plane of Tata)                                        | Morgenländische Platane (Platanus orientalis)                                            | Tata                                                                                     | Ungarn                                                                                   | ⊙                                                                                        |                                                                                          |                                                                                          | 12. Platz: Kastanie bei Pianello auf Korsika (weitere Bilder 2015 )                      |
| 03                                                                                       | 13.951                                                                                   | Schwarz-Pappel im Remolinar (engl.: Poplar pollard of the Remolinar)                     | Schwarz-Pappel (Populus nigra)                                                           | bei Aguilar del Alfambra                                                                 | Spanien                                                                                  | ⊙                                                                                        |                                                                                          |                                                                                          | 12. Platz: Kastanie bei Pianello auf Korsika (weitere Bilder 2015 )                      |
| 04                                                                                       | 12.354                                                                                   | Slawische Eiche (engl.: Oak Slav)                                                        | Stieleiche (Quercus robur)                                                               | Dębina nahe Jelcz-Laskowice                                                              | Polen                                                                                    | ⊙                                                                                        |                                                                                          |                                                                                          | 12. Platz: Kastanie bei Pianello auf Korsika (weitere Bilder 2015 )                      |
| 05                                                                                       | 12.327                                                                                   | Kiefer in Opatovice (engl.: The Opatovice Pine)                                          | österreichische Schwarzkiefer (Pinus nigra ssp. austriaca)                               | Velké Opatovice                                                                          | Tschechien                                                                               | ⊙                                                                                        |                                                                                          |                                                                                          | 12. Platz: Kastanie bei Pianello auf Korsika (weitere Bilder 2015 )                      |
| 06                                                                                       | 9.941                                                                                    | Majors-Eiche im Sherwood-Wald (engl.: Major Oak)                                         | Stieleiche (Quercus robur)                                                               | im Sherwood Forest bei Edwinstowe                                                        | England, Großbritannien                                                                  | ⊙                                                                                        |                                                                                          |                                                                                          | 12. Platz: Kastanie bei Pianello auf Korsika (weitere Bilder 2015 )                      |
| 07                                                                                       | 7.052                                                                                    | Platane in Artschar (engl.: The Plane in Archar village)                                 | Platane (Platanus sp.)                                                                   | Artschar südlich Widin                                                                   | Bulgarien                                                                                | ⊙                                                                                        |                                                                                          |                                                                                          | 12. Platz: Kastanie bei Pianello auf Korsika (weitere Bilder 2015 )                      |
| 08                                                                                       | 6.776                                                                                    | Maulbeere von Senica (engl.: Mulberry - The lighthouse of the history)                   | Weiße Maulbeere (Morus alba)                                                             | Senica                                                                                   | Slowakei                                                                                 | ⊙                                                                                        |                                                                                          |                                                                                          | 12. Platz: Kastanie bei Pianello auf Korsika (weitere Bilder 2015 )                      |
| 09                                                                                       | 4.193                                                                                    | Waldkiefer der Fischadler-Frau (engl.: Lady’s Tree)                                      | Waldkiefer (Pinus sylvestris)                                                            | Loch of the Lowes bei Dunkeld                                                            | Schottland, Großbritannien                                                               | ⊙                                                                                        |                                                                                          |                                                                                          | 12. Platz: Kastanie bei Pianello auf Korsika (weitere Bilder 2015 )                      |
| 10                                                                                       | 1.548                                                                                    | einsame Kiefer von Llanfyllin (engl.: The Lonely Tree of Llanfyllin)                     | Waldkiefer (Pinus sylvestris)                                                            | bei Llanfyllin                                                                           | Wales, Großbritannien                                                                    | ⊙                                                                                        |                                                                                          |                                                                                          | 12. Platz: Kastanie bei Pianello auf Korsika (weitere Bilder 2015 )                      |
| 11                                                                                       | 1.362                                                                                    | Kastanie bei ’s Gravenvoeren (engl.: The Nail tree)                                      | Gewöhnliche Rosskastanie (Aesculus hippocastanum)                                        | bei 's Gravenvoeren                                                                      | Belgien                                                                                  | ⊙                                                                                        |                                                                                          |                                                                                          | 12. Platz: Kastanie bei Pianello auf Korsika (weitere Bilder 2015 )                      |
| 12                                                                                       | 654                                                                                      | Kastanie bei Pianello (engl.: The chestnut tree)                                         | Edelkastanie (Castanea sativa)                                                           | bei Pianello auf Korsika                                                                 | Frankreich                                                                               | ⊙                                                                                        |                                                                                          |                                                                                          | 12. Platz: Kastanie bei Pianello auf Korsika (weitere Bilder 2015 )                      |
| 13                                                                                       | 515                                                                                      | Olivenbaum von Sabina (engl.: Olive Tree from Canneto Sabino)                            | Olivenbaum (Olea europaea)                                                               | Fara in Sabina                                                                           | Italien                                                                                  | ⊙                                                                                        |                                                                                          |                                                                                          | 12. Platz: Kastanie bei Pianello auf Korsika (weitere Bilder 2015 )                      |
| 14                                                                                       | 308                                                                                      | Libanon-Zeder bei Lough Derg (engl.: Cedar of Lebanon)                                   | Libanon-Zeder (Cedrus libani)                                                            | bei Lough Derg nördlich Nenagh                                                           | Irland                                                                                   | ⊙                                                                                        |                                                                                          |                                                                                          | 12. Platz: Kastanie bei Pianello auf Korsika (weitere Bilder 2015 )                      |

### Kandidaten 2016
| 2016 – 229.166 Stimmen – 15 Kandidaten (die Geschichten und die Baum-Daten: siehe Liste) | 2016 – 229.166 Stimmen – 15 Kandidaten (die Geschichten und die Baum-Daten: siehe Liste) | 2016 – 229.166 Stimmen – 15 Kandidaten (die Geschichten und die Baum-Daten: siehe Liste) | 2016 – 229.166 Stimmen – 15 Kandidaten (die Geschichten und die Baum-Daten: siehe Liste) | 2016 – 229.166 Stimmen – 15 Kandidaten (die Geschichten und die Baum-Daten: siehe Liste) | 2016 – 229.166 Stimmen – 15 Kandidaten (die Geschichten und die Baum-Daten: siehe Liste) | 2016 – 229.166 Stimmen – 15 Kandidaten (die Geschichten und die Baum-Daten: siehe Liste) | 2016 – 229.166 Stimmen – 15 Kandidaten (die Geschichten und die Baum-Daten: siehe Liste) | 2016 – 229.166 Stimmen – 15 Kandidaten (die Geschichten und die Baum-Daten: siehe Liste) | 2016 – 229.166 Stimmen – 15 Kandidaten (die Geschichten und die Baum-Daten: siehe Liste) |
| Platz                                                                                    | Stimmen                                                                                  | Name des Baumes                                                                          | Baumart (Taxon)                                                                          | Ort                                                                                      | Land                                                                                     | Lage                                                                                     | Bilder                                                                                   | Objekt                                                                                   | 11. Platz: Sommerlinde in Heede, Deutschland (weitere Bilder 2016 )                      |
| ---------------------------------------------------------------------------------------- | ---------------------------------------------------------------------------------------- | ---------------------------------------------------------------------------------------- | ---------------------------------------------------------------------------------------- | ---------------------------------------------------------------------------------------- | ---------------------------------------------------------------------------------------- | ---------------------------------------------------------------------------------------- | ---------------------------------------------------------------------------------------- | ---------------------------------------------------------------------------------------- | ---------------------------------------------------------------------------------------- |
| 01                                                                                       | 72.653                                                                                   | Flaumeiche in Bátaszék (engl.: The oldest tree of Bátaszék)                              | Flaum-Eiche (Quercus pubescens)                                                          | Bátaszék                                                                                 | Ungarn                                                                                   | ⊙                                                                                        |                                                                                          |                                                                                          | 11. Platz: Sommerlinde in Heede, Deutschland (weitere Bilder 2016 )                      |
| 02                                                                                       | 43.451                                                                                   | 1000-jährige Linde von Tatobity (engl.: The Thousand Year Old Lime)                      | Sommerlinde (Tilia platyphyllos)                                                         | Tatobity bei Turnov                                                                      | Tschechien                                                                               | ⊙                                                                                        |                                                                                          |                                                                                          | 11. Platz: Sommerlinde in Heede, Deutschland (weitere Bilder 2016 )                      |
| 03                                                                                       | 29.114                                                                                   | Birne von Bošáca (engl.: Pear from Bošáca - Zabudišová)                                  | Kultur-Birne (Pyrus communis L.)                                                         | Nová Bošáca                                                                              | Slowakei                                                                                 | ⊙                                                                                        |                                                                                          |                                                                                          | 11. Platz: Sommerlinde in Heede, Deutschland (weitere Bilder 2016 )                      |
| 04                                                                                       | 23.313                                                                                   | Bolko-Eiche (engl.: The Oak of Bolko)                                                    | Stieleiche (Quercus robur)                                                               | Hniszów bei Ruda-Huta                                                                    | Polen                                                                                    | ⊙                                                                                        |                                                                                          |                                                                                          | 11. Platz: Sommerlinde in Heede, Deutschland (weitere Bilder 2016 )                      |
| 05                                                                                       | 21.191                                                                                   | Kieferneiche von Canicosa (engl.: Canicosa’s Pine-Oak)                                   | Pyrenäen-Eiche (Quercus pyrenaica) und Waldkiefer (Pinus sylvestris)                     | bei Canicosa de la Sierra südlich Quintanar de la Sierra                                 | Spanien                                                                                  | ⊙                                                                                        |                                                                                          |                                                                                          | 11. Platz: Sommerlinde in Heede, Deutschland (weitere Bilder 2016 )                      |
| 06                                                                                       | 17.204                                                                                   | Eiche in Silistra (engl.: The oak from Danube park in Silistra)                          | Stieleiche (Quercus robur)                                                               | Silistra                                                                                 | Bulgarien                                                                                | ⊙                                                                                        |                                                                                          |                                                                                          | 11. Platz: Sommerlinde in Heede, Deutschland (weitere Bilder 2016 )                      |
| 07                                                                                       | 9.064                                                                                    | Tamme-Lauri-Eiche (engl.: Tamme-Lauri oak)                                               | Stieleiche (Quercus robur)                                                               | Urvaste                                                                                  | Estland                                                                                  | ⊙                                                                                        |                                                                                          |                                                                                          | 11. Platz: Sommerlinde in Heede, Deutschland (weitere Bilder 2016 )                      |
| 08                                                                                       | 7.858                                                                                    | Birne bei Cubbington (engl.: The Cubbington Pear Tree)                                   | Wildbirne (Pyrus pyraster)                                                               | Cubbington bei Leamington Spa                                                            | England, Großbritannien                                                                  | ⊙                                                                                        |                                                                                          |                                                                                          | 11. Platz: Sommerlinde in Heede, Deutschland (weitere Bilder 2016 )                      |
| 09                                                                                       | 1.262                                                                                    | Dicke Eiche von Liernu (engl.: The Big oak of Liernu)                                    | Stieleiche (Quercus robur)                                                               | Liernu nördlich Namur                                                                    | Belgien                                                                                  | ⊙                                                                                        |                                                                                          |                                                                                          | 11. Platz: Sommerlinde in Heede, Deutschland (weitere Bilder 2016 )                      |
| 10                                                                                       | 1.258                                                                                    | Suffragetten-Eiche (engl.: The Suffragette Oak)                                          | Traubeneiche (Quercus petraea)                                                           | Kelvingrove Park in Glasgow                                                              | Schottland, Großbritannien                                                               | ⊙                                                                                        |                                                                                          |                                                                                          | 11. Platz: Sommerlinde in Heede, Deutschland (weitere Bilder 2016 )                      |
| 11                                                                                       | 1.024                                                                                    | Riesenlinde zu Heede (engl.: Millennial Lime Tree of Heede)                              | Sommerlinde (Tilia platyphyllos)                                                         | Heede                                                                                    | Deutschland                                                                              | ⊙                                                                                        |                                                                                          |                                                                                          | 11. Platz: Sommerlinde in Heede, Deutschland (weitere Bilder 2016 )                      |
| 12                                                                                       | 737                                                                                      | Blauzeder in Châtenay-Malabry (engl.: Weeping blue cedar)                                | Hängende Blauzeder (Glauca Pendula)                                                      | Arboretum Vallée-aux-Loups in Châtenay-Malabry                                           | Frankreich                                                                               | ⊙                                                                                        |                                                                                          |                                                                                          | 11. Platz: Sommerlinde in Heede, Deutschland (weitere Bilder 2016 )                      |
| 13                                                                                       | 628                                                                                      | Stieleiche in Belfast (engl.: The Peace Tree)                                            | Stieleiche (Quercus robur)                                                               | Belfast                                                                                  | Nordirland, Großbritannien                                                               | ⊙                                                                                        |                                                                                          |                                                                                          | 11. Platz: Sommerlinde in Heede, Deutschland (weitere Bilder 2016 )                      |
| 14                                                                                       | 237                                                                                      | Stieleiche bei Llanarthney (engl.: Survival at the cutting edge oak)                     | Stieleiche (Quercus robur)                                                               | National Botanic Garden of Wales bei Llanarthney                                         | Wales, Großbritannien                                                                    | ⊙                                                                                        |                                                                                          |                                                                                          | 11. Platz: Sommerlinde in Heede, Deutschland (weitere Bilder 2016 )                      |
| 15                                                                                       | 172                                                                                      | Rotbuche am Shannon (engl.: The Generation Tree)                                         | Rotbuche (Fagus sylvatica)                                                               | Ballina (Tipperary) am Shannon                                                           | Irland                                                                                   | ⊙                                                                                        |                                                                                          |                                                                                          | 11. Platz: Sommerlinde in Heede, Deutschland (weitere Bilder 2016 )                      |

### Kandidaten 2017
| 2017 – 125.568 Stimmen – 16 Kandidaten (die Geschichten und die Baum-Daten: siehe Liste) | 2017 – 125.568 Stimmen – 16 Kandidaten (die Geschichten und die Baum-Daten: siehe Liste) | 2017 – 125.568 Stimmen – 16 Kandidaten (die Geschichten und die Baum-Daten: siehe Liste)   | 2017 – 125.568 Stimmen – 16 Kandidaten (die Geschichten und die Baum-Daten: siehe Liste)                             | 2017 – 125.568 Stimmen – 16 Kandidaten (die Geschichten und die Baum-Daten: siehe Liste) | 2017 – 125.568 Stimmen – 16 Kandidaten (die Geschichten und die Baum-Daten: siehe Liste) | 2017 – 125.568 Stimmen – 16 Kandidaten (die Geschichten und die Baum-Daten: siehe Liste) | 2017 – 125.568 Stimmen – 16 Kandidaten (die Geschichten und die Baum-Daten: siehe Liste) | 2017 – 125.568 Stimmen – 16 Kandidaten (die Geschichten und die Baum-Daten: siehe Liste) | 2017 – 125.568 Stimmen – 16 Kandidaten (die Geschichten und die Baum-Daten: siehe Liste) |
| Platz                                                                                    | Stimmen                                                                                  | Name des Baumes                                                                            | Baumart (Taxon) | Ort                                                                                      | Land                                                                                     | Lage                                                                                     | Bilder                                                                                   | Objekt                                                                                   | 4. Platz: Regenbaum, auf Martinique – Frankreich (weitere Bilder 2017 )                  |
| ---------------------------------------------------------------------------------------- | ---------------------------------------------------------------------------------------- | ------------------------------------------------------------------------------------------ | --- | ---------------------------------------------------------------------------------------- | ---------------------------------------------------------------------------------------- | ---------------------------------------------------------------------------------------- | ---------------------------------------------------------------------------------------- | ---------------------------------------------------------------------------------------- | ---------------------------------------------------------------------------------------- |
| 01                                                                                       | 17.597                                                                                   | Joseph-Eiche (engl.: Oak Józef)                                                            | Stieleiche (Quercus robur)                                                                                           | Wiśniowa                                                                                 | Polen                                                                                    | ⊙                                                                                        |                                                                                          |                                                                                          | 4. Platz: Regenbaum, auf Martinique – Frankreich (weitere Bilder 2017 )                  |
| 02                                                                                       | 16.203                                                                                   | Brimmon-Eiche (engl.: The Brimmon Oak)                                                     | Stieleiche (Quercus robur)                                                                                           | Newtown (Powys)                                                                          | Wales, Großbritannien                                                                    | ⊙                                                                                        |                                                                                          |                                                                                          | 4. Platz: Regenbaum, auf Martinique – Frankreich (weitere Bilder 2017 )                  |
| 03                                                                                       | 14.813                                                                                   | Linde von Lipka (engl.: The lime tree at Lipka)                                            | Winterlinde (Tilia cordata)                                                                                          | Lipka nahe Horni Bradlo                                                                  | Tschechien                                                                               | ⊙                                                                                        |                                                                                          |                                                                                          | 4. Platz: Regenbaum, auf Martinique – Frankreich (weitere Bilder 2017 )                  |
| 04                                                                                       | 7.420                                                                                    | Céron-Park Regenbaum (engl.: The Céron park saman)                                         | Regenbaum (Samanea saman syn. Albizia saman)                                                                         | Habitation Céron bei Le Prêcheur auf Martinique                                          | Frankreich                                                                               | ⊙                                                                                        |                                                                                          |                                                                                          | 4. Platz: Regenbaum, auf Martinique – Frankreich (weitere Bilder 2017 )                  |
| 05                                                                                       | 7.123                                                                                    | Robin-Hood-Baum (engl.: The Sycamore Gap Tree)                                             | Berg-Ahorn (Acer pseudoplatanus)                                                                                     | Hadrianswall nördlich Kastell Vindolanda                                                 | England, Großbritannien                                                                  | ⊙                                                                                        |                                                                                          |                                                                                          | 4. Platz: Regenbaum, auf Martinique – Frankreich (weitere Bilder 2017 )                  |
| 06                                                                                       | 7.101                                                                                    | Steineiche vom Kilbroney-Park (engl.: The Holm Oak)                                        | Steineiche (Quercus ilex)                                                                                            | Kilbroney Park bei Rostrevor nahe Warrenpoint                                            | Nordirland, Großbritannien                                                               | ⊙                                                                                        |                                                                                          |                                                                                          | 4. Platz: Regenbaum, auf Martinique – Frankreich (weitere Bilder 2017 )                  |
| 07                                                                                       | 6.670                                                                                    | Eiche an der Nassalewzi-Kirche (engl.: The venerable sessile oak by the Nasalevtsi church) | Traubeneiche (Quercus petraea)                                                                                       | Nassalewzi                                                                               | Bulgarien                                                                                | ⊙                                                                                        |                                                                                          |                                                                                          | 4. Platz: Regenbaum, auf Martinique – Frankreich (weitere Bilder 2017 )                  |
| 08                                                                                       | 6.327                                                                                    | „Kling-Klang“-Buche (engl.: The “Ding Dong” Tree)                                          | Blutbuche (Fagus sylvatica f. purpurea)                                                                              | Prestonpans                                                                              | Schottland, Großbritannien                                                               | ⊙                                                                                        |                                                                                          |                                                                                          | 4. Platz: Regenbaum, auf Martinique – Frankreich (weitere Bilder 2017 )                  |
| 09                                                                                       | 6.022                                                                                    | Platane von Budatin (engl.: Plane tree from Budatin)                                       | London-Platane (Platanus × hispanica)                                                                                | Park von Schloss Budatín bei Žilina                                                      | Slowakei                                                                                 | ⊙                                                                                        |                                                                                          |                                                                                          | 4. Platz: Regenbaum, auf Martinique – Frankreich (weitere Bilder 2017 )                  |
| 10                                                                                       | 5.459                                                                                    | Aprisquillo Kiefer (engl.: Aprisquillo Pine)                                               | Schwarzkiefer (Pinus nigra)                                                                                          | nördlich von La Adrada                                                                   | Spanien                                                                                  | ⊙                                                                                        |                                                                                          |                                                                                          | 4. Platz: Regenbaum, auf Martinique – Frankreich (weitere Bilder 2017 )                  |
| 11                                                                                       | 5.317                                                                                    | Russalka-Eiche (engl.: Russalka oak)                                                       | Stieleiche (Quercus robur)                                                                                           | Denkmal bei Tallinn                                                                      | Estland                                                                                  | ⊙                                                                                        |                                                                                          |                                                                                          | 4. Platz: Regenbaum, auf Martinique – Frankreich (weitere Bilder 2017 )                  |
| 12                                                                                       | 5.280                                                                                    | Dorflinde von Massemen (engl.: The Village Lime Tree of Massemen)                          | Sommerlinde (Tilia platyphyllos)                                                                                     | Massemen südlich Wetteren                                                                | Belgien                                                                                  | ⊙                                                                                        |                                                                                          |                                                                                          | 4. Platz: Regenbaum, auf Martinique – Frankreich (weitere Bilder 2017 )                  |
| 13                                                                                       | 5.245                                                                                    | Stelmužė-Eiche (engl.: Stelmužė oak)                                                       | Stieleiche (Quercus robur)                                                                                           | nahe Stelmužė                                                                            | Litauen                                                                                  | ⊙                                                                                        |                                                                                          |                                                                                          | 4. Platz: Regenbaum, auf Martinique – Frankreich (weitere Bilder 2017 )                  |
| 14                                                                                       | 5.132                                                                                    | Mari-Jászai-Platane (engl.: The most beautiful plane tree of the Jászai Mari square)       | Platane (Platanus sp.)                                                                                               | Budapest, Mari-Jászai-Platz                                                              | Ungarn                                                                                   | ⊙                                                                                        |                                                                                          |                                                                                          | 4. Platz: Regenbaum, auf Martinique – Frankreich (weitere Bilder 2017 )                  |
| 15                                                                                       | 5.096                                                                                    | Baumgruppe im Killarney-Nationalpark (engl.: Hugh O’Flaherty’s Trees)                      | Blaue Zwergpalme (Chamaerops humilis var. argentea) Mittelmeer-Zypresse (Cupressus sempervirens) Pinie (Pinus pinea) | Killarney                                                                                | Irland                                                                                   | ⊙                                                                                        |                                                                                          |                                                                                          | 4. Platz: Regenbaum, auf Martinique – Frankreich (weitere Bilder 2017 )                  |
| 16                                                                                       | 4.763                                                                                    | Kletterbuche von Hoppenrade (engl.: Climbing Beech in Hoppenrade)                          | Rotbuche (Fagus sylvatica)                                                                                           | im Park bei Hoppenrade                                                                   | Deutschland                                                                              | ⊙                                                                                        |                                                                                          |                                                                                          | 4. Platz: Regenbaum, auf Martinique – Frankreich (weitere Bilder 2017 )                  |

### Kandidaten 2018
| 2018 – 186.351 Stimmen – 13 Kandidaten (die Geschichten und die Baum-Daten: siehe Liste) | 2018 – 186.351 Stimmen – 13 Kandidaten (die Geschichten und die Baum-Daten: siehe Liste) | 2018 – 186.351 Stimmen – 13 Kandidaten (die Geschichten und die Baum-Daten: siehe Liste) | 2018 – 186.351 Stimmen – 13 Kandidaten (die Geschichten und die Baum-Daten: siehe Liste) | 2018 – 186.351 Stimmen – 13 Kandidaten (die Geschichten und die Baum-Daten: siehe Liste) | 2018 – 186.351 Stimmen – 13 Kandidaten (die Geschichten und die Baum-Daten: siehe Liste) | 2018 – 186.351 Stimmen – 13 Kandidaten (die Geschichten und die Baum-Daten: siehe Liste) | 2018 – 186.351 Stimmen – 13 Kandidaten (die Geschichten und die Baum-Daten: siehe Liste) | 2018 – 186.351 Stimmen – 13 Kandidaten (die Geschichten und die Baum-Daten: siehe Liste) | 2018 – 186.351 Stimmen – 13 Kandidaten (die Geschichten und die Baum-Daten: siehe Liste) |
| Platz                                                                                    | Stimmen                                                                                  | Name des Baumes                                                                          | Baumart (Taxon)                                                                          | Ort                                                                                      | Land                                                                                     | Lage                                                                                     | Bilder                                                                                   | Objekt                                                                                   | 10. Platz: Hexenfichte bei Vilkyškiai, Litauen (weitere Bilder 2018 )                    |
| ---------------------------------------------------------------------------------------- | ---------------------------------------------------------------------------------------- | ---------------------------------------------------------------------------------------- | ---------------------------------------------------------------------------------------- | ---------------------------------------------------------------------------------------- | ---------------------------------------------------------------------------------------- | ---------------------------------------------------------------------------------------- | ---------------------------------------------------------------------------------------- | ---------------------------------------------------------------------------------------- | ---------------------------------------------------------------------------------------- |
| 01                                                                                       | 26.606                                                                                   | Korkeiche in Águas de Moura (engl.: Whistler cork oak tree) „Sobreiro Monumental“        | Korkeiche (Quercus suber L.)                                                             | Águas de Moura                                                                           | Portugal                                                                                 | ⊙                                                                                        |                                                                                          |                                                                                          | 10. Platz: Hexenfichte bei Vilkyškiai, Litauen (weitere Bilder 2018 )                    |
| 02                                                                                       | 22.323                                                                                   | Ulmen bei Cabeza (engl.: Ancient elms of Cabeza Buey)                                    | Feldulmen (Ulmus minor)                                                                  | bei Cabeza del Buey nördlich von Castillo de Almorchón                                   | Spanien                                                                                  | ⊙                                                                                        |                                                                                          |                                                                                          | 10. Platz: Hexenfichte bei Vilkyškiai, Litauen (weitere Bilder 2018 )                    |
| 03                                                                                       | 21.884                                                                                   | Eiche in Dubowoje (engl.: The oak called: The Elder of the Belgorod Forests)             | Stieleiche (Quercus robur)                                                               | Dubowoje nahe Belgorod                                                                   | Russland                                                                                 | ⊙                                                                                        |                                                                                          |                                                                                          | 10. Platz: Hexenfichte bei Vilkyškiai, Litauen (weitere Bilder 2018 )                    |
| 04                                                                                       | 13.877                                                                                   | Kastanie bei Zengővárkony (engl.: Zengovárkony’s survivor, the sweet chestnut)           | Edelkastanie (Castanea sativa)                                                           | nahe Zengővárkony                                                                        | Ungarn                                                                                   | ⊙                                                                                        |                                                                                          |                                                                                          | 10. Platz: Hexenfichte bei Vilkyškiai, Litauen (weitere Bilder 2018 )                    |
| 05                                                                                       | 12.955                                                                                   | Eiche im Gilwell Park (engl.: The Gilwell Oak)                                           | Stieleiche (Quercus robur)                                                               | im Gilwell Park nahe London                                                              | Großbritannien                                                                           | ⊙                                                                                        |                                                                                          |                                                                                          | 10. Platz: Hexenfichte bei Vilkyškiai, Litauen (weitere Bilder 2018 )                    |
| 06                                                                                       | 12.249                                                                                   | Apfelbaum von Bošáca (engl.: Apple tree from Bošáca)                                     | Kulturapfel (Malus domestica Borkh.)                                                     | nördlich von Bošáca                                                                      | Slowakei                                                                                 | ⊙                                                                                        |                                                                                          |                                                                                          | 10. Platz: Hexenfichte bei Vilkyškiai, Litauen (weitere Bilder 2018 )                    |
| 07                                                                                       | 11.821                                                                                   | Platane von Trsteno (engl.: The massive plane tree - the symbol of Trsteno)              | Morgenländische Platane (Platanus orientalis)                                            | Trsteno                                                                                  | Kroatien                                                                                 | ⊙                                                                                        |                                                                                          |                                                                                          | 10. Platz: Hexenfichte bei Vilkyškiai, Litauen (weitere Bilder 2018 )                    |
| 08                                                                                       | 11.625                                                                                   | Mammutbaum von Jutschbunar (engl.: Sequoias from Yuchbunar)                              | Riesenmammutbäume (Sequoiadendron giganteum)                                             | Bogoslow                                                                                 | Bulgarien                                                                                | ⊙                                                                                        |                                                                                          |                                                                                          | 10. Platz: Hexenfichte bei Vilkyškiai, Litauen (weitere Bilder 2018 )                    |
| 09                                                                                       | 11.022                                                                                   | Walnussbaum von Kvasice (engl.: Walnut Tree in Kvasice)                                  | Schwarznuss (Juglans nigra)                                                              | Kvasice                                                                                  | Tschechien                                                                               | ⊙                                                                                        |                                                                                          |                                                                                          | 10. Platz: Hexenfichte bei Vilkyškiai, Litauen (weitere Bilder 2018 )                    |
| 10                                                                                       | 10.967                                                                                   | „Hexenfichte“ (engl.: Witches Spruce)                                                    | Fichte (Picea abies)                                                                     | Vilkyškiai                                                                               | Litauen                                                                                  | ⊙                                                                                        |                                                                                          |                                                                                          | 10. Platz: Hexenfichte bei Vilkyškiai, Litauen (weitere Bilder 2018 )                    |
| 11                                                                                       | 10.889                                                                                   | Pappel in Hel (engl.: Poplar Helena)                                                     | Schwarz-Pappel (Populus nigra)                                                           | Hel                                                                                      | Polen                                                                                    | ⊙                                                                                        |                                                                                          |                                                                                          | 10. Platz: Hexenfichte bei Vilkyškiai, Litauen (weitere Bilder 2018 )                    |
| 12                                                                                       | 10.381                                                                                   | Linde bei Bioul (engl.: The Lime of the Old Country)                                     | Winterlinde (Tilia cordata)                                                              | bei Bioul                                                                                | Belgien                                                                                  | ⊙                                                                                        |                                                                                          |                                                                                          | 10. Platz: Hexenfichte bei Vilkyškiai, Litauen (weitere Bilder 2018 )                    |
| 13                                                                                       | 9.752                                                                                    | Eiche in Cajvana (engl.: Oak from Cajvana)                                               | Stieleiche (Quercus robur)                                                               | Cajvana                                                                                  | Rumänien                                                                                 | ⊙                                                                                        |                                                                                          |                                                                                          | 10. Platz: Hexenfichte bei Vilkyškiai, Litauen (weitere Bilder 2018 )                    |

### Kandidaten 2019
| 2019 – 311.772 Stimmen – 15 Kandidaten (die Geschichten und die Baum-Daten: siehe Liste) | 2019 – 311.772 Stimmen – 15 Kandidaten (die Geschichten und die Baum-Daten: siehe Liste) | 2019 – 311.772 Stimmen – 15 Kandidaten (die Geschichten und die Baum-Daten: siehe Liste) | 2019 – 311.772 Stimmen – 15 Kandidaten (die Geschichten und die Baum-Daten: siehe Liste) | 2019 – 311.772 Stimmen – 15 Kandidaten (die Geschichten und die Baum-Daten: siehe Liste) | 2019 – 311.772 Stimmen – 15 Kandidaten (die Geschichten und die Baum-Daten: siehe Liste) | 2019 – 311.772 Stimmen – 15 Kandidaten (die Geschichten und die Baum-Daten: siehe Liste) | 2019 – 311.772 Stimmen – 15 Kandidaten (die Geschichten und die Baum-Daten: siehe Liste) | 2019 – 311.772 Stimmen – 15 Kandidaten (die Geschichten und die Baum-Daten: siehe Liste) | 2019 – 311.772 Stimmen – 15 Kandidaten (die Geschichten und die Baum-Daten: siehe Liste) |
| Platz                                                                                    | Stimmen                                                                                  | Name des Baumes                                                                          | Baumart (Taxon)                                                                          | Ort                                                                                      | Land                                                                                     | Lage                                                                                     | Bilder                                                                                   | Objekt                                                                                   | 4. Platz: Korkeiche bei Ghisonaccia, Frankreich (weitere Bilder 2019 )                   |
| ---------------------------------------------------------------------------------------- | ---------------------------------------------------------------------------------------- | ---------------------------------------------------------------------------------------- | ---------------------------------------------------------------------------------------- | ---------------------------------------------------------------------------------------- | ---------------------------------------------------------------------------------------- | ---------------------------------------------------------------------------------------- | ---------------------------------------------------------------------------------------- | ---------------------------------------------------------------------------------------- | ---------------------------------------------------------------------------------------- |
| 01                                                                                       | 45.132                                                                                   | Mandelbaum von Pécs (engl.: The Almond Tree of the Snowy Hill in Pécs)                   | Mandelbaum (Prunus dulcis)                                                               | Pécs                                                                                     | Ungarn                                                                                   | ⊙                                                                                        |                                                                                          |                                                                                          | 4. Platz: Korkeiche bei Ghisonaccia, Frankreich (weitere Bilder 2019 )                   |
| 02                                                                                       | 39.538                                                                                   | Abramzewo-Eiche (engl.: The Abramtsevo Oak)                                              | Stieleiche (Quercus robur)                                                               | Abramzewo nahe Chotkowo                                                                  | Russland                                                                                 | ⊙                                                                                        |                                                                                          |                                                                                          | 4. Platz: Korkeiche bei Ghisonaccia, Frankreich (weitere Bilder 2019 )                   |
| 03                                                                                       | 32.630                                                                                   | Steineiche am Monte Barbeiro (engl.: Secular Holm Oak from Monte Barbeiro)               | Steineiche (Quercus ilex subsp. rotundifolia),                                           | im Alentejo nördlich Mértola                                                             | Portugal                                                                                 | ⊙                                                                                        |                                                                                          |                                                                                          | 4. Platz: Korkeiche bei Ghisonaccia, Frankreich (weitere Bilder 2019 )                   |
| 04                                                                                       | 29.140                                                                                   | Vogelbaum bei Ghisonaccia (engl.: The bird-tree)                                         | Korkeiche (Quercus suber L.)                                                             | Ghisonaccia                                                                              | Frankreich                                                                               | ⊙                                                                                        |                                                                                          |                                                                                          | 4. Platz: Korkeiche bei Ghisonaccia, Frankreich (weitere Bilder 2019 )                   |
| 05                                                                                       | 22.294                                                                                   | Freiheitslinde von Velké Opatovice (engl.: Lime tree of Liberty)                         | Sommerlinde (Tilia platyphyllos)                                                         | Velké Opatovice                                                                          | Tschechien                                                                               | ⊙                                                                                        |                                                                                          |                                                                                          | 4. Platz: Korkeiche bei Ghisonaccia, Frankreich (weitere Bilder 2019 )                   |
| 06                                                                                       | 16.856                                                                                   | Kniender Baum in Krasnystaw (engl.: Kneeling tree)                                       | Eschen-Ahorn (Acer negundo L.)                                                           | Krasnystaw                                                                               | Polen                                                                                    | ⊙                                                                                        |                                                                                          |                                                                                          | 4. Platz: Korkeiche bei Ghisonaccia, Frankreich (weitere Bilder 2019 )                   |
| 07                                                                                       | 16.194                                                                                   | Autobahn-Eiche (engl.: The Pet-oak)                                                      | Stieleiche (Quercus robur)                                                               | nahe Breda auf A58                                                                       | Niederlande                                                                              | ⊙                                                                                        |                                                                                          |                                                                                          | 4. Platz: Korkeiche bei Ghisonaccia, Frankreich (weitere Bilder 2019 )                   |
| 08                                                                                       | 15.412                                                                                   | Linde bei Kopčany (engl.: The Guardian of Great Moravia’s secrets)                       | Sommerlinde (Tilia platyphyllos)                                                         | Kopčany                                                                                  | Slowakei                                                                                 | ⊙                                                                                        |                                                                                          |                                                                                          | 4. Platz: Korkeiche bei Ghisonaccia, Frankreich (weitere Bilder 2019 )                   |
| 09                                                                                       | 14.408                                                                                   | Rotbuche im Parlington Park (engl.: Nellie’s Tree)                                       | Rotbuche (Fagus sylvatica)                                                               | Parlington Park nördlich von Garforth nahe Leeds                                         | Großbritannien                                                                           | ⊙                                                                                        |                                                                                          |                                                                                          | 4. Platz: Korkeiche bei Ghisonaccia, Frankreich (weitere Bilder 2019 )                   |
| 10                                                                                       | 14.295                                                                                   | Rotbuche von Lummen (engl.: The Our Lady Tree of Lummen)                                 | Rotbuche (Fagus sylvatica)                                                               | bei Lummen                                                                               | Belgien                                                                                  | ⊙                                                                                        |                                                                                          |                                                                                          | 4. Platz: Korkeiche bei Ghisonaccia, Frankreich (weitere Bilder 2019 )                   |
| 11                                                                                       | 14.217                                                                                   | Gubec-Linde (engl.: Gubec linden)                                                        | Sommerlinde (Tilia platyphyllos)                                                         | Gornja Stubica                                                                           | Kroatien                                                                                 | ⊙ 45.97334 16.01349                                                                      |                                                                                          |                                                                                          | 4. Platz: Korkeiche bei Ghisonaccia, Frankreich (weitere Bilder 2019 )                   |
| 12                                                                                       | 13.622                                                                                   | Ulme von Navajas (engl.: Elm of Navajas)                                                 | Feldulme (Ulmus minor)                                                                   | Navajas                                                                                  | Spanien                                                                                  | ⊙                                                                                        |                                                                                          |                                                                                          | 4. Platz: Korkeiche bei Ghisonaccia, Frankreich (weitere Bilder 2019 )                   |
| 13                                                                                       | 13.040                                                                                   | Platane in Câmpeni (engl.: The towering plane from Câmpeni)                              | Ahornblättrige Platane (Platanus × hispanica)                                            | Câmpeni                                                                                  | Rumänien                                                                                 | ⊙                                                                                        |                                                                                          |                                                                                          | 4. Platz: Korkeiche bei Ghisonaccia, Frankreich (weitere Bilder 2019 )                   |
| 14                                                                                       | 12.846                                                                                   | Zerreiche Rani lug (engl.: The venerable Turkey oak near Rani lug village)               | Zerreiche (Quercus cerris L.)                                                            | Rani lug bei Glawanowzi                                                                  | Bulgarien                                                                                | ⊙                                                                                        |                                                                                          |                                                                                          | 4. Platz: Korkeiche bei Ghisonaccia, Frankreich (weitere Bilder 2019 )                   |
| 15                                                                                       | 12.148                                                                                   | Linde am Schloss Raudonė (engl.: Raudonė Castle Lime)                                    | Winterlinde (Tilia cordata Mill.)                                                        | Park von Schloss Raudonė                                                                 | Litauen                                                                                  | ⊙                                                                                        |                                                                                          |                                                                                          | 4. Platz: Korkeiche bei Ghisonaccia, Frankreich (weitere Bilder 2019 )                   |

### Kandidaten 2020
| 2020 – 285.174 Stimmen – 16 Kandidaten (die Geschichten und die Baum-Daten: siehe Liste) | 2020 – 285.174 Stimmen – 16 Kandidaten (die Geschichten und die Baum-Daten: siehe Liste) | 2020 – 285.174 Stimmen – 16 Kandidaten (die Geschichten und die Baum-Daten: siehe Liste) | 2020 – 285.174 Stimmen – 16 Kandidaten (die Geschichten und die Baum-Daten: siehe Liste) | 2020 – 285.174 Stimmen – 16 Kandidaten (die Geschichten und die Baum-Daten: siehe Liste) | 2020 – 285.174 Stimmen – 16 Kandidaten (die Geschichten und die Baum-Daten: siehe Liste) | 2020 – 285.174 Stimmen – 16 Kandidaten (die Geschichten und die Baum-Daten: siehe Liste) | 2020 – 285.174 Stimmen – 16 Kandidaten (die Geschichten und die Baum-Daten: siehe Liste) | 2020 – 285.174 Stimmen – 16 Kandidaten (die Geschichten und die Baum-Daten: siehe Liste) | 2020 – 285.174 Stimmen – 16 Kandidaten (die Geschichten und die Baum-Daten: siehe Liste) |
| Platz                                                                                    | Stimmen                                                                                  | Name des Baumes                                                                          | Baumart (Taxon)                                                                          | Ort                                                                                      | Land                                                                                     | Lage                                                                                     | Bilder                                                                                   | Objekt                                                                                   | 2. Platz: Ginkgo (Ginkgo biloba) in Daruvar, Kroatien (weitere Bilder 2020 )             |
| ---------------------------------------------------------------------------------------- | ---------------------------------------------------------------------------------------- | ---------------------------------------------------------------------------------------- | ---------------------------------------------------------------------------------------- | ---------------------------------------------------------------------------------------- | ---------------------------------------------------------------------------------------- | ---------------------------------------------------------------------------------------- | ---------------------------------------------------------------------------------------- | ---------------------------------------------------------------------------------------- | ---------------------------------------------------------------------------------------- |
| 01                                                                                       | 47.226                                                                                   | Waldkiefer im Svratka (engl.: Guardian of the Flooded Village)                           | Waldkiefer (Pinus sylvestris)                                                            | nahe Dalečín am Fluss Svratka                                                            | Tschechien                                                                               | ⊙                                                                                        |                                                                                          |                                                                                          | 2. Platz: Ginkgo (Ginkgo biloba) in Daruvar, Kroatien (weitere Bilder 2020 )             |
| 02                                                                                       | 28.060                                                                                   | Ginkgobaum in Daruvar (engl.: Ginkgo from Daruvar)                                       | Ginkgo (Ginkgo biloba)                                                                   | Daruvar                                                                                  | Kroatien                                                                                 | ⊙                                                                                        |                                                                                          |                                                                                          | 2. Platz: Ginkgo (Ginkgo biloba) in Daruvar, Kroatien (weitere Bilder 2020 )             |
| 03                                                                                       | 27.411                                                                                   | Pappel bei Elista (engl.: Lonely Poplar)                                                 | Lorbeerblättrige Pappel (Populus laurifolia)                                             | Char-Buluk bei Elista                                                                    | Russland (Kalmückien)                                                                    | ⊙                                                                                        |                                                                                          |                                                                                          | 2. Platz: Ginkgo (Ginkgo biloba) in Daruvar, Kroatien (weitere Bilder 2020 )             |
| 04                                                                                       | 18.452                                                                                   | Hexenbuche bei Bladel (engl.: The Witch Tree)                                            | Rotbuche (Fagus sylvatica)                                                               | bei Bladel                                                                               | Niederlande                                                                              | ⊙                                                                                        |                                                                                          |                                                                                          | 2. Platz: Ginkgo (Ginkgo biloba) in Daruvar, Kroatien (weitere Bilder 2020 )             |
| 05                                                                                       | 18.279                                                                                   | Wächter-Tanne von Sibiu (engl.: Multisecular Fir Tree - Guardian of Cibin)               | Weiß-Tanne (Abies alba)                                                                  | Gura Râului bei Sibiu                                                                    | Rumänien                                                                                 | ⊙                                                                                        |                                                                                          |                                                                                          | 2. Platz: Ginkgo (Ginkgo biloba) in Daruvar, Kroatien (weitere Bilder 2020 )             |
| 06                                                                                       | 17.048                                                                                   | Kastanienbaum von Vales (engl.: The Chestnut Tree from Vales)                            | Edelkastanie (Castanea sativa)                                                           | Vales nahe Tresminas bei Vila Pouca de Aguiar                                            | Portugal                                                                                 | ⊙                                                                                        |                                                                                          |                                                                                          | 2. Platz: Ginkgo (Ginkgo biloba) in Daruvar, Kroatien (weitere Bilder 2020 )             |
| 07                                                                                       | 16.449                                                                                   | Allerton-Eiche (engl.: The Allerton Oak)                                                 | Traubeneiche (Quercus petraea)                                                           | Calderstones Park bei Liverpool                                                          | Großbritannien                                                                           | ⊙                                                                                        |                                                                                          |                                                                                          | 2. Platz: Ginkgo (Ginkgo biloba) in Daruvar, Kroatien (weitere Bilder 2020 )             |
| 08                                                                                       | 16.093                                                                                   | Eiche in Kaposvár (engl.: The Freedom Tree in Kaposvár)                                  | Stieleiche (Quercus robur)                                                               | Kaposvár                                                                                 | Ungarn                                                                                   | ⊙                                                                                        |                                                                                          |                                                                                          | 2. Platz: Ginkgo (Ginkgo biloba) in Daruvar, Kroatien (weitere Bilder 2020 )             |
| 09                                                                                       | 14.456                                                                                   | Eiche in Mendaza (engl.: The Three-Legged Spanish Oak)                                   | Steineiche (Quercus ilex)                                                                | Mendaza                                                                                  | Spanien                                                                                  | ⊙                                                                                        |                                                                                          |                                                                                          | 2. Platz: Ginkgo (Ginkgo biloba) in Daruvar, Kroatien (weitere Bilder 2020 )             |
| 10                                                                                       | 13.582                                                                                   | Sorbenbaum von Panitová (engl.: Precious Sorb Tree)                                      | Speierling (Sorbus domestica)                                                            | nördlich Uzovská Panica                                                                  | Slowakei                                                                                 | ⊙                                                                                        |                                                                                          |                                                                                          | 2. Platz: Ginkgo (Ginkgo biloba) in Daruvar, Kroatien (weitere Bilder 2020 )             |
| 11                                                                                       | 12.192                                                                                   | Buche von St.Jammes (engl.: The Multisecular Beech of Saint-Jammes)                      | Rotbuche (Fagus sylvatica)                                                               | Saint-Jammes de Bezaucelles nahe Sorèze                                                  | Frankreich                                                                               | ⊙                                                                                        |                                                                                          |                                                                                          | 2. Platz: Ginkgo (Ginkgo biloba) in Daruvar, Kroatien (weitere Bilder 2020 )             |
| 12                                                                                       | 11.691                                                                                   | Holunderbaum von Rzeszów (engl.: Elderberry Tree)                                        | Schwarzer Holunder (Sambucus nigra)                                                      | Rzeszów                                                                                  | Polen                                                                                    | ⊙                                                                                        |                                                                                          |                                                                                          | 2. Platz: Ginkgo (Ginkgo biloba) in Daruvar, Kroatien (weitere Bilder 2020 )             |
| 13                                                                                       | 11.372                                                                                   | Hexen-Eibe vom Schloss Blarney (engl.: Witch’s Yew Tree)                                 | Europäische Eibe (Taxus baccata)                                                         | Blarney Castle                                                                           | Irland                                                                                   | ⊙                                                                                        |                                                                                          |                                                                                          | 2. Platz: Ginkgo (Ginkgo biloba) in Daruvar, Kroatien (weitere Bilder 2020 )             |
| 14                                                                                       | 11.191                                                                                   | Eiche von Nowo Selo (engl.: The Venerable Oak in Novo Selo Village)                      | Stieleiche (Quercus robur)                                                               | Nowo Selo bei Weliko Tarnowo                                                             | Bulgarien                                                                                | ⊙                                                                                        |                                                                                          |                                                                                          | 2. Platz: Ginkgo (Ginkgo biloba) in Daruvar, Kroatien (weitere Bilder 2020 )             |
| 15                                                                                       | 10.942                                                                                   | Friedensbaum der Wallonie (engl.: The Tree of Freedom)                                   | Gewöhnliche Rosskastanie (Aesculus hippocastanum)                                        | Waret-la-Chaussée bei Éghezée                                                            | Belgien                                                                                  | ⊙                                                                                        |                                                                                          |                                                                                          | 2. Platz: Ginkgo (Ginkgo biloba) in Daruvar, Kroatien (weitere Bilder 2020 )             |
| 16                                                                                       | 10.730                                                                                   | Wallonen-Eiche von Tricase (engl.: Oak Vallonea of Tricase)                              | Wallonen-Eiche (Quercus ithaburensis subsp. macrolepis)                                  | Tricase                                                                                  | Italien                                                                                  | ⊙                                                                                        |                                                                                          |                                                                                          | 2. Platz: Ginkgo (Ginkgo biloba) in Daruvar, Kroatien (weitere Bilder 2020 )             |

### Kandidaten 2021
| 2021 – 604.544 Stimmen – 14 Kandidaten (die Geschichten und die Baum-Daten: siehe Liste) | 2021 – 604.544 Stimmen – 14 Kandidaten (die Geschichten und die Baum-Daten: siehe Liste) | 2021 – 604.544 Stimmen – 14 Kandidaten (die Geschichten und die Baum-Daten: siehe Liste)       | 2021 – 604.544 Stimmen – 14 Kandidaten (die Geschichten und die Baum-Daten: siehe Liste) | 2021 – 604.544 Stimmen – 14 Kandidaten (die Geschichten und die Baum-Daten: siehe Liste) | 2021 – 604.544 Stimmen – 14 Kandidaten (die Geschichten und die Baum-Daten: siehe Liste) | 2021 – 604.544 Stimmen – 14 Kandidaten (die Geschichten und die Baum-Daten: siehe Liste) | 2021 – 604.544 Stimmen – 14 Kandidaten (die Geschichten und die Baum-Daten: siehe Liste) | 2021 – 604.544 Stimmen – 14 Kandidaten (die Geschichten und die Baum-Daten: siehe Liste) | 2021 – 604.544 Stimmen – 14 Kandidaten (die Geschichten und die Baum-Daten: siehe Liste) |
| Platz                                                                                    | Stimmen                                                                                  | Name des Baumes                                                                                | Baumart (Taxon)                                                                          | Ort                                                                                      | Land                                                                                     | Lage                                                                                     | Bilder                                                                                   | Objekt                                                                                   | 2. Platz: Curinga-Platane, Italien (weitere Bilder 2021 )                                |
| ---------------------------------------------------------------------------------------- | ---------------------------------------------------------------------------------------- | ---------------------------------------------------------------------------------------------- | ---------------------------------------------------------------------------------------- | ---------------------------------------------------------------------------------------- | ---------------------------------------------------------------------------------------- | ---------------------------------------------------------------------------------------- | ---------------------------------------------------------------------------------------- | ---------------------------------------------------------------------------------------- | ---------------------------------------------------------------------------------------- |
| 01                                                                                       | 104.264                                                                                  | Steineiche in Lecina (engl.: The Millennial Carrasca of Lecina)                                | Steineiche (Quercus ilex)                                                                | Lecina                                                                                   | Spanien                                                                                  | ⊙                                                                                        |                                                                                          |                                                                                          | 2. Platz: Curinga-Platane, Italien (weitere Bilder 2021 )                                |
| 02                                                                                       | 78.210                                                                                   | Platane bei Curinga (engl.: The thousand-year-old plane tree of Curinga)                       | Morgenländische Platane (Platanus orientalis)                                            | Curinga                                                                                  | Italien                                                                                  | ⊙                                                                                        |                                                                                          |                                                                                          | 2. Platz: Curinga-Platane, Italien (weitere Bilder 2021 )                                |
| 03                                                                                       | 66.026                                                                                   | Platane in Derbent (engl.: Ancient Sycamore Tree)                                              | Morgenländische Platane (Platanus orientalis)                                            | Derbent                                                                                  | Russland                                                                                 | ⊙                                                                                        |                                                                                          |                                                                                          | 2. Platz: Curinga-Platane, Italien (weitere Bilder 2021 )                                |
| 04                                                                                       | 37.410                                                                                   | Platane in Portalegre (engl.: Plane Tree of Rossio)                                            | Ahornblättrige Platane (Platanus x hispanica Mill.)                                      | Portalegre                                                                               | Portugal                                                                                 | ⊙                                                                                        |                                                                                          |                                                                                          | 2. Platz: Curinga-Platane, Italien (weitere Bilder 2021 )                                |
| 05                                                                                       | 35.422                                                                                   | Linde in Dulcza Wielka (engl.: Saint Jan Nepomucen’s Linden)                                   | Winterlinde (Tilia cordata)                                                              | Dulcza Wielka                                                                            | Polen                                                                                    | ⊙                                                                                        |                                                                                          |                                                                                          | 2. Platz: Curinga-Platane, Italien (weitere Bilder 2021 )                                |
| 06                                                                                       | 34.244                                                                                   | Linde in Etten-Leur (engl.: The ancient Mother Tree)                                           | Sommerlinde (Tilia platyphyllos)                                                         | Etten-Leur                                                                               | Niederlande                                                                              | ⊙                                                                                        |                                                                                          |                                                                                          | 2. Platz: Curinga-Platane, Italien (weitere Bilder 2021 )                                |
| 07                                                                                       | 32.028                                                                                   | Apfelbaum in Machovská Lhota (engl.: Apple tree near Lidmans)                                  | Apfelbaum "Goldrenette von Blenheim" (Malus domestica Var. Reinette de Blenheim)         | Machov                                                                                   | Tschechien                                                                               | ⊙                                                                                        |                                                                                          |                                                                                          | 2. Platz: Curinga-Platane, Italien (weitere Bilder 2021 )                                |
| 08                                                                                       | 31.867                                                                                   | Judasbaum in Mélykút (engl.: The Judas Tree on the Church Hill of Mélykút)                     | Gewöhnlicher Judasbaum (Cercis siliquastrum)                                             | Mélykút                                                                                  | Ungarn                                                                                   | ⊙                                                                                        |                                                                                          |                                                                                          | 2. Platz: Curinga-Platane, Italien (weitere Bilder 2021 )                                |
| 09                                                                                       | 31.594                                                                                   | Pappel in Boult-sur-Suippe (engl.: The Pouplie)                                                | Schwarz-Pappel (Populus nigra)                                                           | Boult-sur-Suippe                                                                         | Frankreich                                                                               | ⊙                                                                                        |                                                                                          |                                                                                          | 2. Platz: Curinga-Platane, Italien (weitere Bilder 2021 )                                |
| 10                                                                                       | 31.283                                                                                   | Zürgelbaum in Medulin (engl.: The Eldest Resident of Medulin – Chocolate Tree of our Memories) | Europäischer Zürgelbaum (Celtis australis)                                               | Medulin                                                                                  | Kroatien                                                                                 | ⊙                                                                                        |                                                                                          |                                                                                          | 2. Platz: Curinga-Platane, Italien (weitere Bilder 2021 )                                |
| 11                                                                                       | 31.197                                                                                   | Vogelbeerbaum bei Moffat (engl.: The Survivor Tree)                                            | Vogelbeerbaum (Sorbus aucuparia)                                                         | unweit Moffat                                                                            | Großbritannien (Schottland)                                                              | ⊙                                                                                        |                                                                                          |                                                                                          | 2. Platz: Curinga-Platane, Italien (weitere Bilder 2021 )                                |
| 12                                                                                       | 30.886                                                                                   | Kastanie in Ypern (engl.: The Four-Trunked Survivor)                                           | Edelkastanie (Castanea sativa)                                                           | Ypern                                                                                    | Belgien                                                                                  | ⊙                                                                                        |                                                                                          |                                                                                          | 2. Platz: Curinga-Platane, Italien (weitere Bilder 2021 )                                |
| 13                                                                                       | 30.058                                                                                   | Eiche in Drnava (engl.: Ancient Oak from Drnava)                                               | Stieleiche (Quercus robur)                                                               | Drnava                                                                                   | Slowakei                                                                                 | ⊙                                                                                        |                                                                                          |                                                                                          | 2. Platz: Curinga-Platane, Italien (weitere Bilder 2021 )                                |
| 14                                                                                       | 30.055                                                                                   | Maulbeerbaum in Weliki Preslaw (engl.: The Old Mulberry)                                       | Weißer Maulbeerbaum (Morus alba)                                                         | Weliki Preslaw                                                                           | Bulgarien                                                                                | ⊙                                                                                        |                                                                                          |                                                                                          | 2. Platz: Curinga-Platane, Italien (weitere Bilder 2021 )                                |

### Kandidaten 2022
- Anmerkung: Am 28. Februar 2022 wurde eine Mitteilung herausgegeben, dass der Teilnehmer Russlands vom Wettbewerb ausgeschlossen wurde.[K2022 1]

| 2022 – 769.212 Stimmen – 16 Kandidaten (die Geschichten und die Baum-Daten: siehe Liste) | 2022 – 769.212 Stimmen – 16 Kandidaten (die Geschichten und die Baum-Daten: siehe Liste) | 2022 – 769.212 Stimmen – 16 Kandidaten (die Geschichten und die Baum-Daten: siehe Liste)       | 2022 – 769.212 Stimmen – 16 Kandidaten (die Geschichten und die Baum-Daten: siehe Liste) | 2022 – 769.212 Stimmen – 16 Kandidaten (die Geschichten und die Baum-Daten: siehe Liste) | 2022 – 769.212 Stimmen – 16 Kandidaten (die Geschichten und die Baum-Daten: siehe Liste) | 2022 – 769.212 Stimmen – 16 Kandidaten (die Geschichten und die Baum-Daten: siehe Liste) | 2022 – 769.212 Stimmen – 16 Kandidaten (die Geschichten und die Baum-Daten: siehe Liste) | 2022 – 769.212 Stimmen – 16 Kandidaten (die Geschichten und die Baum-Daten: siehe Liste) | 2022 – 769.212 Stimmen – 16 Kandidaten (die Geschichten und die Baum-Daten: siehe Liste) |
| Platz                                                                                    | Stimmen                                                                                  | Name des Baumes                                                                                | Baumart (Taxon)                                                                          | Ort                                                                                      | Land                                                                                     | Lage                                                                                     | Bilder                                                                                   | Objekt                                                                                   | 4. Platz: 100-Pferde-Kastanie auf Sizilien, Italien (weitere Bilder 2022 )               |
| ---------------------------------------------------------------------------------------- | ---------------------------------------------------------------------------------------- | ---------------------------------------------------------------------------------------------- | ---------------------------------------------------------------------------------------- | ---------------------------------------------------------------------------------------- | ---------------------------------------------------------------------------------------- | ---------------------------------------------------------------------------------------- | ---------------------------------------------------------------------------------------- | ---------------------------------------------------------------------------------------- | ---------------------------------------------------------------------------------------- |
| 01                                                                                       | 179.317                                                                                  | Dunin-Eiche (engl.: Oak Dunin)                                                                 | Stieleiche (Quercus robur)                                                               | bei Przybudki am Białowieża-Nationalpark                                                 | Polen                                                                                    | ⊙                                                                                        |                                                                                          |                                                                                          | 4. Platz: 100-Pferde-Kastanie auf Sizilien, Italien (weitere Bilder 2022 )               |
| 02                                                                                       | 168.284                                                                                  | Conxo-Eiche (engl.: Oak of Conxo’s Banquet Forest)                                             | Stieleiche (Quercus robur)                                                               | Conxo südlich Santiago de Compostela                                                     | Spanien                                                                                  | ⊙                                                                                        |                                                                                          |                                                                                          | 4. Platz: 100-Pferde-Kastanie auf Sizilien, Italien (weitere Bilder 2022 )               |
| 03                                                                                       | 70.563                                                                                   | Große Korkeiche bei Arraiolos (engl.: The Big Cork Oak)                                        | Korkeiche (Quercus suber)                                                                | Arraiolos                                                                                | Portugal                                                                                 | ⊙                                                                                        |                                                                                          |                                                                                          | 4. Platz: 100-Pferde-Kastanie auf Sizilien, Italien (weitere Bilder 2022 )               |
| 04                                                                                       | 46.275                                                                                   | Kastanienbaum der hundert Pferde (engl.: Chestnut of the hundred horses)                       | Edelkastanie (Castanea sativa)                                                           | Sant’Alfio                                                                               | Italien                                                                                  | ⊙                                                                                        |                                                                                          |                                                                                          | 4. Platz: 100-Pferde-Kastanie auf Sizilien, Italien (weitere Bilder 2022 )               |
| 05                                                                                       | 37.872                                                                                   | Schirm der Hohen Tatra (engl.: Umbrella from High Tatras)                                      | Hänge-Buche (Fagus sylvatica f. pendula)                                                 | Starý Smokovec                                                                           | Slowakei                                                                                 | ⊙                                                                                        |                                                                                          |                                                                                          | 4. Platz: 100-Pferde-Kastanie auf Sizilien, Italien (weitere Bilder 2022 )               |
| 06                                                                                       | 30.761                                                                                   | schiefer Baum von Kippford (engl.: Kippford Leaning Tree)                                      | Weißdorn (Crataegus monogyna)                                                            | Kippford                                                                                 | Schottland (Großbritannien)                                                              | ⊙                                                                                        |                                                                                          |                                                                                          | 4. Platz: 100-Pferde-Kastanie auf Sizilien, Italien (weitere Bilder 2022 )               |
| 07                                                                                       | 28.649                                                                                   | Lukas-Linde bei Teleci (engl.: The Singing Lime)                                               | Sommerlinde (Tilia platyphyllos)                                                         | bei Telecí                                                                               | Tschechien                                                                               | ⊙                                                                                        |                                                                                          |                                                                                          | 4. Platz: 100-Pferde-Kastanie auf Sizilien, Italien (weitere Bilder 2022 )               |
| 08                                                                                       | 28.119                                                                                   | Kastanie am Audran-Platz (engl.: The Multisecular Sweet Chestnut of Audran Square)             | Edelkastanie (Castanea sativa)                                                           | La Celle-Saint-Cloud                                                                     | Frankreich                                                                               | ⊙                                                                                        |                                                                                          |                                                                                          | 4. Platz: 100-Pferde-Kastanie auf Sizilien, Italien (weitere Bilder 2022 )               |
| 09                                                                                       | 27.098                                                                                   | Aģe-Eiche (engl.: Age Grand Oak)                                                               | Stieleiche (Quercus robur)                                                               | Ufer des Aģe                                                                             | Lettland                                                                                 | ⊙                                                                                        |                                                                                          |                                                                                          | 4. Platz: 100-Pferde-Kastanie auf Sizilien, Italien (weitere Bilder 2022 )               |
| 10                                                                                       | 26.347                                                                                   | Hängende Sophoren am Theater (engl.: The weeping sophoras of the Csokonai Theater in Debrecen) | Japanischer Schnurbaum (Styphnolobium japonicum)                                         | Debrecen                                                                                 | Ungarn                                                                                   | ⊙                                                                                        |                                                                                          |                                                                                          | 4. Platz: 100-Pferde-Kastanie auf Sizilien, Italien (weitere Bilder 2022 )               |
| 11                                                                                       | 26.225                                                                                   | Mammutbaum von Slatina (engl.: The giant sequoia from Slatina)                                 | Riesenmammutbaum (Sequoiadendron giganteum)                                              | Slatina                                                                                  | Kroatien                                                                                 | ⊙                                                                                        |                                                                                          |                                                                                          | 4. Platz: 100-Pferde-Kastanie auf Sizilien, Italien (weitere Bilder 2022 )               |
| 12                                                                                       | 25.724                                                                                   | Mammutbaum am CNDB (engl.: The Giant Sequoia of the Collège Notre Dame de Bonlieu )            | Riesenmammutbaum (Sequoiadendron giganteum)                                              | Virton                                                                                   | Belgien                                                                                  | ⊙                                                                                        |                                                                                          |                                                                                          | 4. Platz: 100-Pferde-Kastanie auf Sizilien, Italien (weitere Bilder 2022 )               |
| 13                                                                                       | 25.346                                                                                   | Königs-Kiefer Järvselja (engl.: The King’s Pine)                                               | Waldkiefer (Pinus sylvestris)                                                            | bei Järvselja                                                                            | Estland                                                                                  | ⊙                                                                                        |                                                                                          |                                                                                          | 4. Platz: 100-Pferde-Kastanie auf Sizilien, Italien (weitere Bilder 2022 )               |
| 14                                                                                       | 24.431                                                                                   | Großvater Koljos Baum (engl.: Grandpa Kolyo’s tree)                                            | Stieleiche (Quercus robur)                                                               | Studena nordöstlich Swilengrad                                                           | Bulgarien                                                                                | ⊙                                                                                        |                                                                                          |                                                                                          | 4. Platz: 100-Pferde-Kastanie auf Sizilien, Italien (weitere Bilder 2022 )               |
| 15                                                                                       | 24.201                                                                                   | Linde in Maasniel (engl.: I am Tilia)                                                          | Sommerlinde (Tilia platyphyllos)                                                         | Maasniel                                                                                 | Niederlande                                                                              | ⊙                                                                                        |                                                                                          |                                                                                          | 4. Platz: 100-Pferde-Kastanie auf Sizilien, Italien (weitere Bilder 2022 )               |
| 16                                                                                       | außer Konkurrenz                                                                         | Turgenjew-Eiche (engl.: The Turgenev oak)                                                      | ehemalige Stieleiche (Quercus robur)                                                     | am Gut Spasskoje-Lutowinowo im Oblast Orjol                                              | Russland                                                                                 | ⊙                                                                                        |                                                                                          |                                                                                          | 4. Platz: 100-Pferde-Kastanie auf Sizilien, Italien (weitere Bilder 2022 )               |

### Kandidaten 2023
| Hinweis: Die aufgeführte Reihenfolge der Kandidaten ist alphabetisch (nach Ländern) und stellt keine Priorisierung der Kandidaten oder der Länder dar! Die Liste befindet sich gerade in der Überarbeitung. | |
| 1. Belgien, Birnbaum 2. Bulgarien, Platane 3. Estland, Blutbuche 4. Frankreich, Hänge-Buche 5. Großbritannien, Eibe 6. Italien, Großblättrige Feige 7. Kroatien, Stieleiche 8. Lettland, Stieleiche         | 9. Niederlande, Stieleiche 10. Polen, Stieleiche 11. Portugal, Eukalyptus-Baum 12. Slowakei, Stieleiche 13. Spanien, Steineiche 14. Tschechien, Birnbaum 15. Ukraine, Apfelbaum 16. Ungarn, Platane |

## Gewinner – Europäische Bäume des Jahres
An folgende Bäume wurde der Preis nach dem Teilnehmer-Voting des jeweiligen Jahres vergeben:
- 2011 – Linde in Leliceni – Rumänien, (56.223 abgegebene Stimmen)
- 2012 – Linde von Felsőmocsolád – Ungarn, (41.349 abgegebene Stimmen)
- 2013 – Platane von Eger – Ungarn, (45.228 abgegebene Stimmen)
- 2014 – Ulme von Sliwen – Bulgarien, (159.627 abgegebene Stimmen)
- 2015 – Eiche auf dem Fußballfeld – Estland, (171.977 abgegebene Stimmen)
- 2016 – Flaumeiche von Bátaszék – Ungarn, (229.166 abgegebene Stimmen)
- 2017 – Eiche „Oak Józef“ – Polen, (125.568 abgegebene Stimmen)
- 2018 – Pfeifende Korkeiche – Portugal, (186.351 abgegebene Stimmen)
- 2019 – Mandelbaum in Pécs[Winner 1] – Ungarn, (311.772 abgegebene Stimmen)
- 2020 – Waldkiefer im Fluss Svratka[Winner 2] – Tschechien, (285.174 abgegebene Stimmen)
- 2021 – Steineiche von Lecina[Winner 3] – Spanien, (104.264 abgegebene Stimmen)
- 2022 – Dunin-Eiche[Winner 4] – Polen, (179.317 abgegebene Stimmen)
- 2023 – Eiche „Fabrykant“[Winner 5] – Polen, (45.718 abgegebene Stimmen)
- 2024 – Buche „Heart of the Garden“ – Polen, (39.158 abgegebene Stimmen)
- 2025 – Buche „Heart of the Dalkowskie Hills“  – Polen (147.553 abgegebene Stimmen)

Gewinner des Wettbewerbs Europäischer Bäume des Jahres
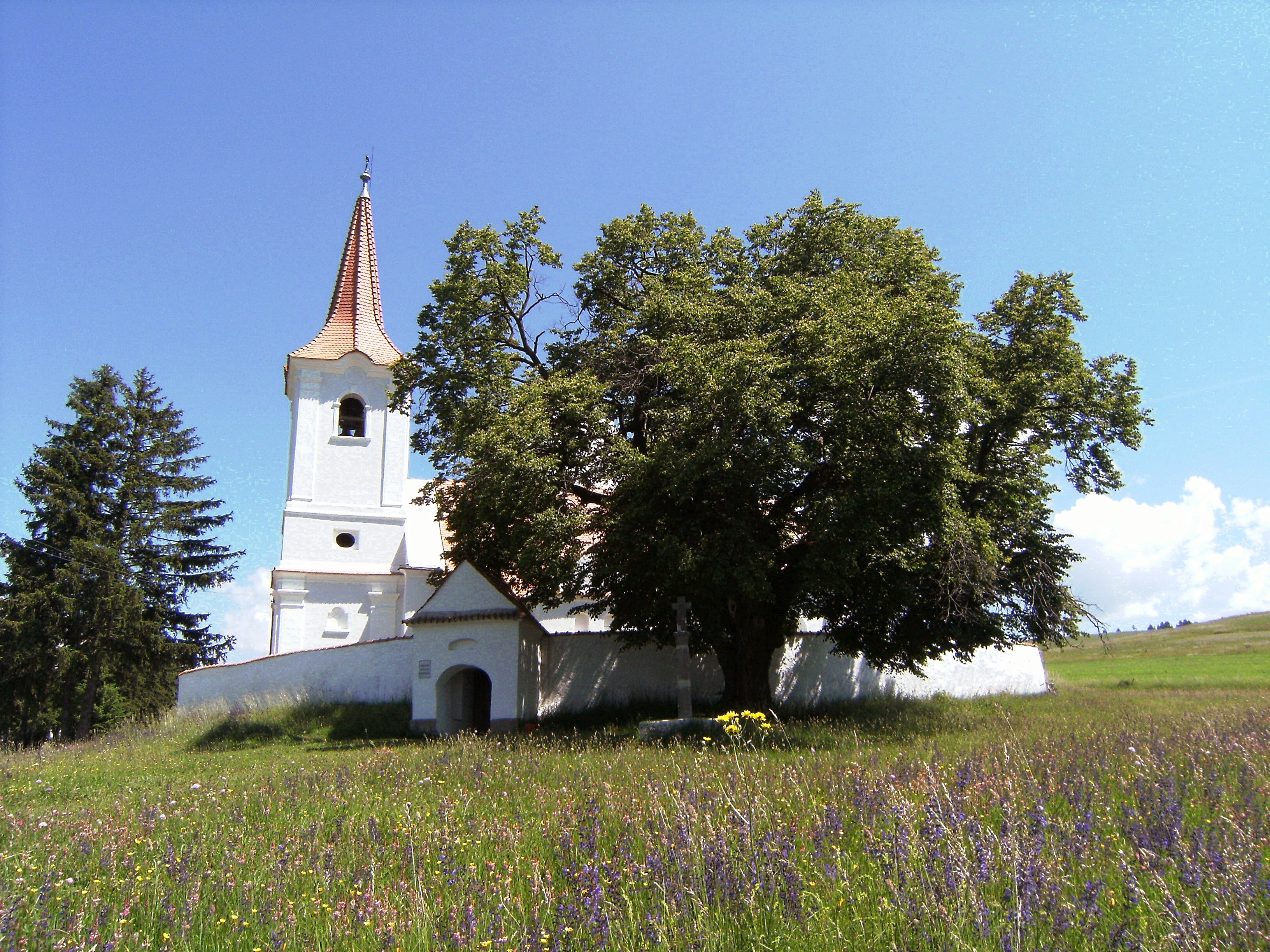
2011 – Gewinner „Linde in Leliceni“, Rumänien
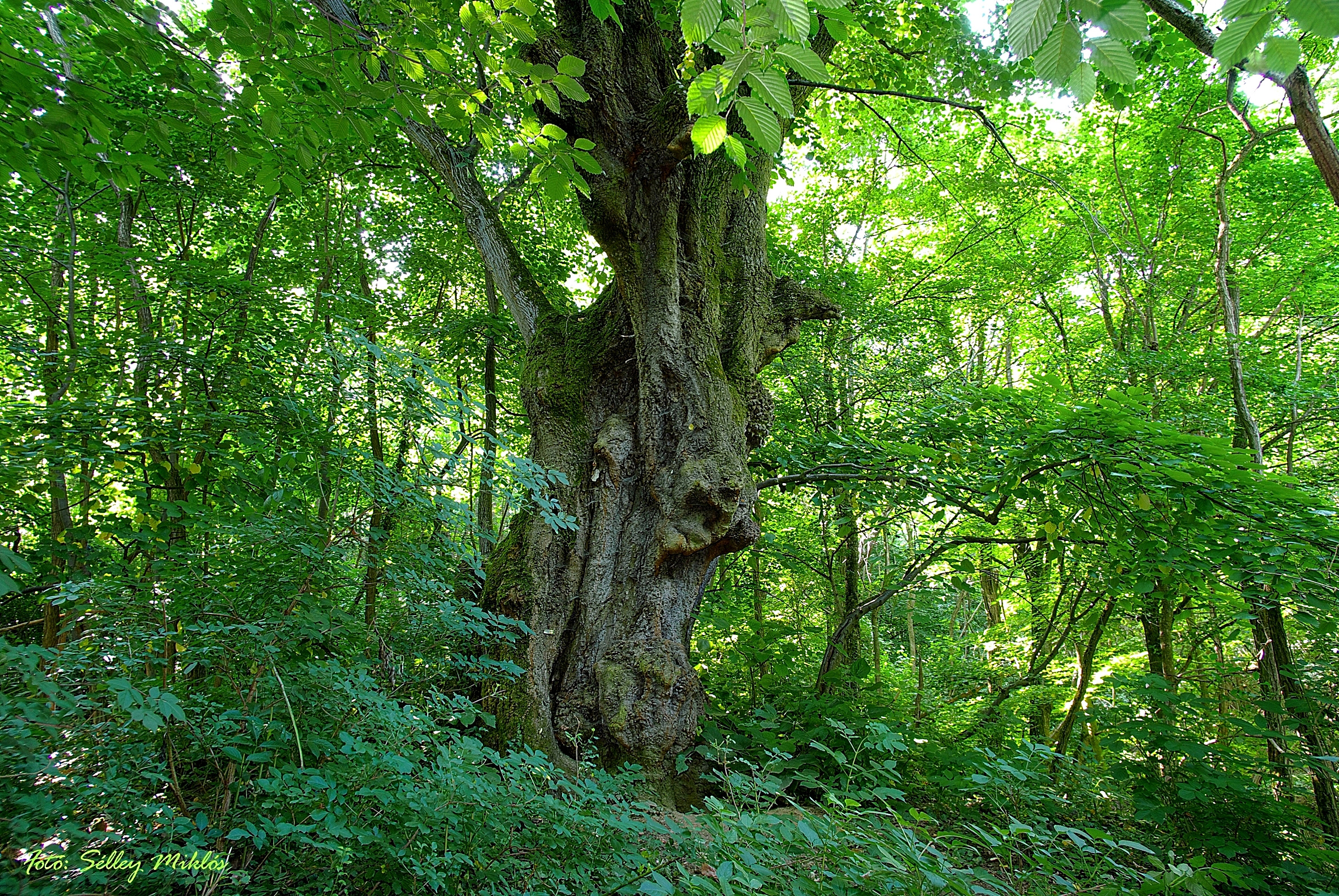
2012 – Gewinner „Linde in Felsőmocsolád“, Ungarn
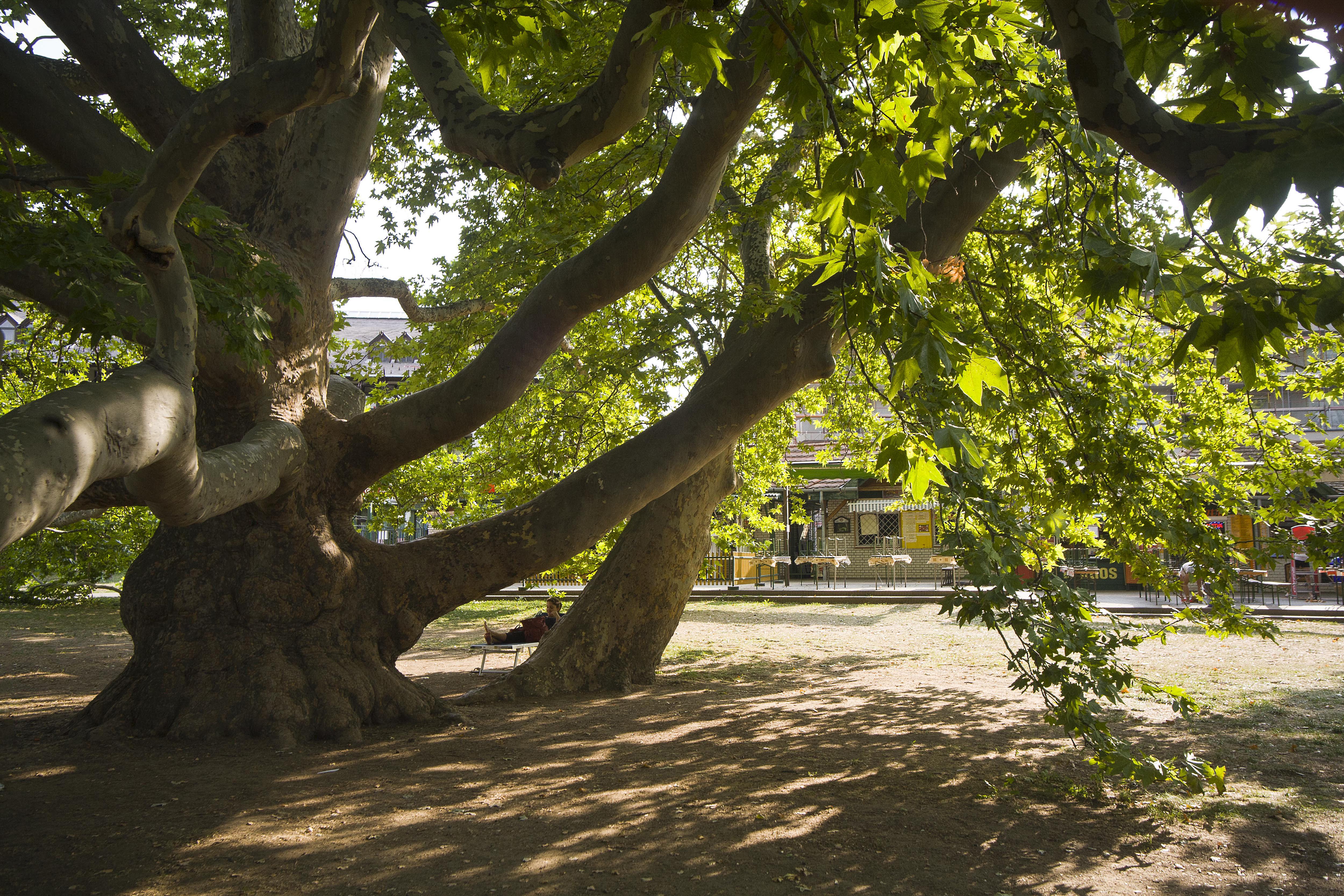
2013 - Gewinner „Platane in Eger“, Ungarn
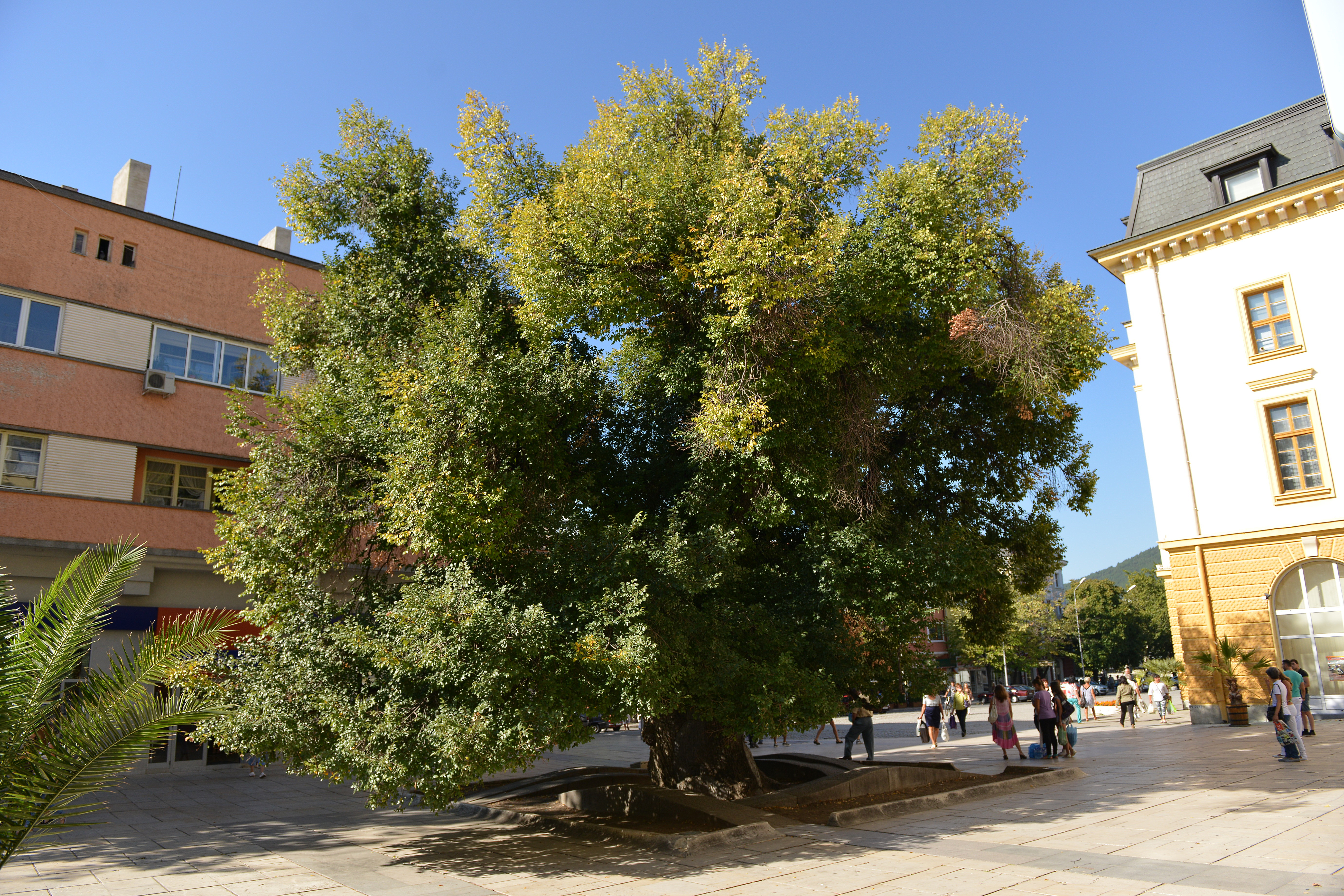
2014 – Gewinner „Ulme von Sliwen“, Bulgarien
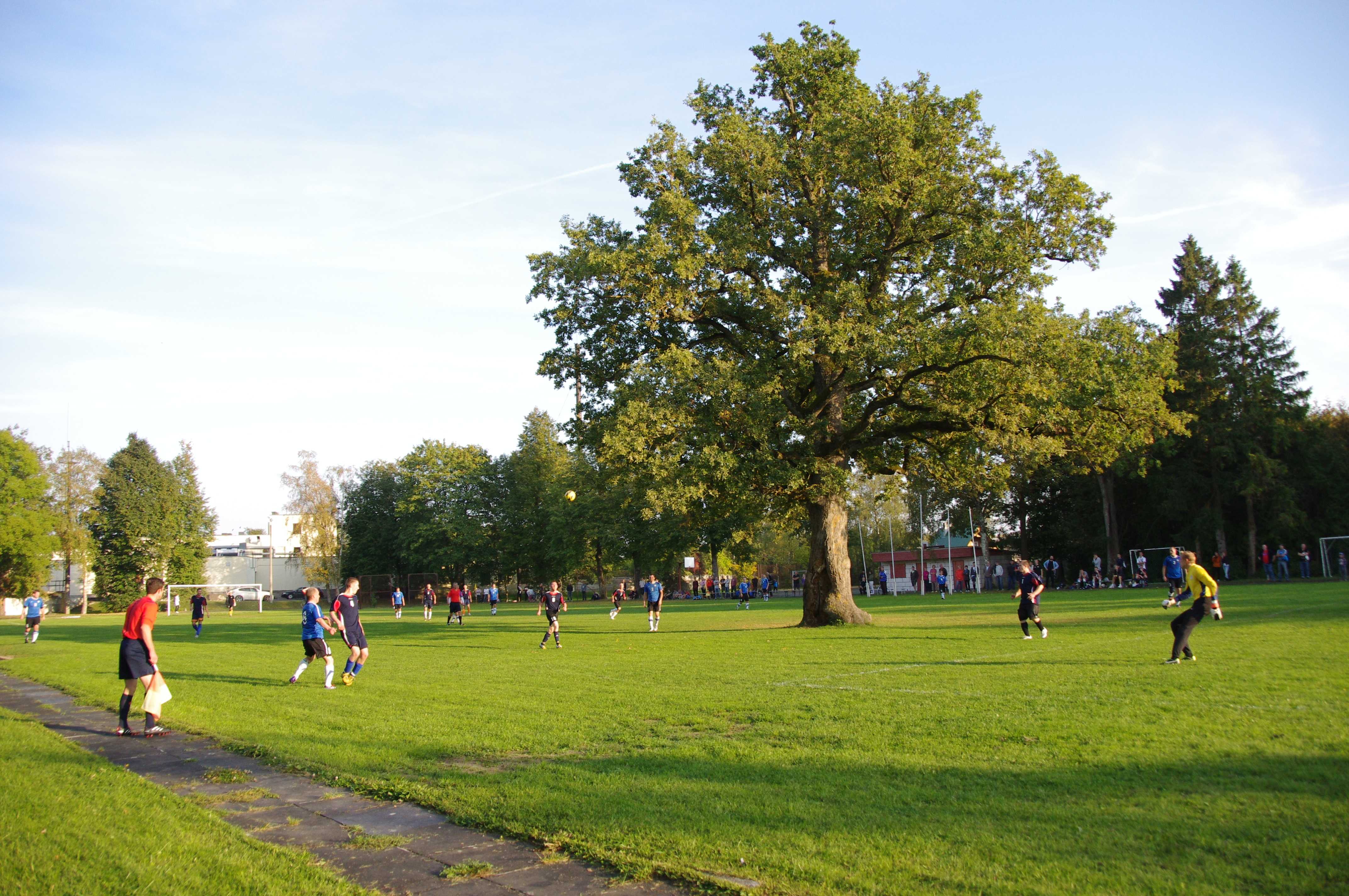
2015 – Gewinner „Eiche auf dem Fussballfeld“, Estland
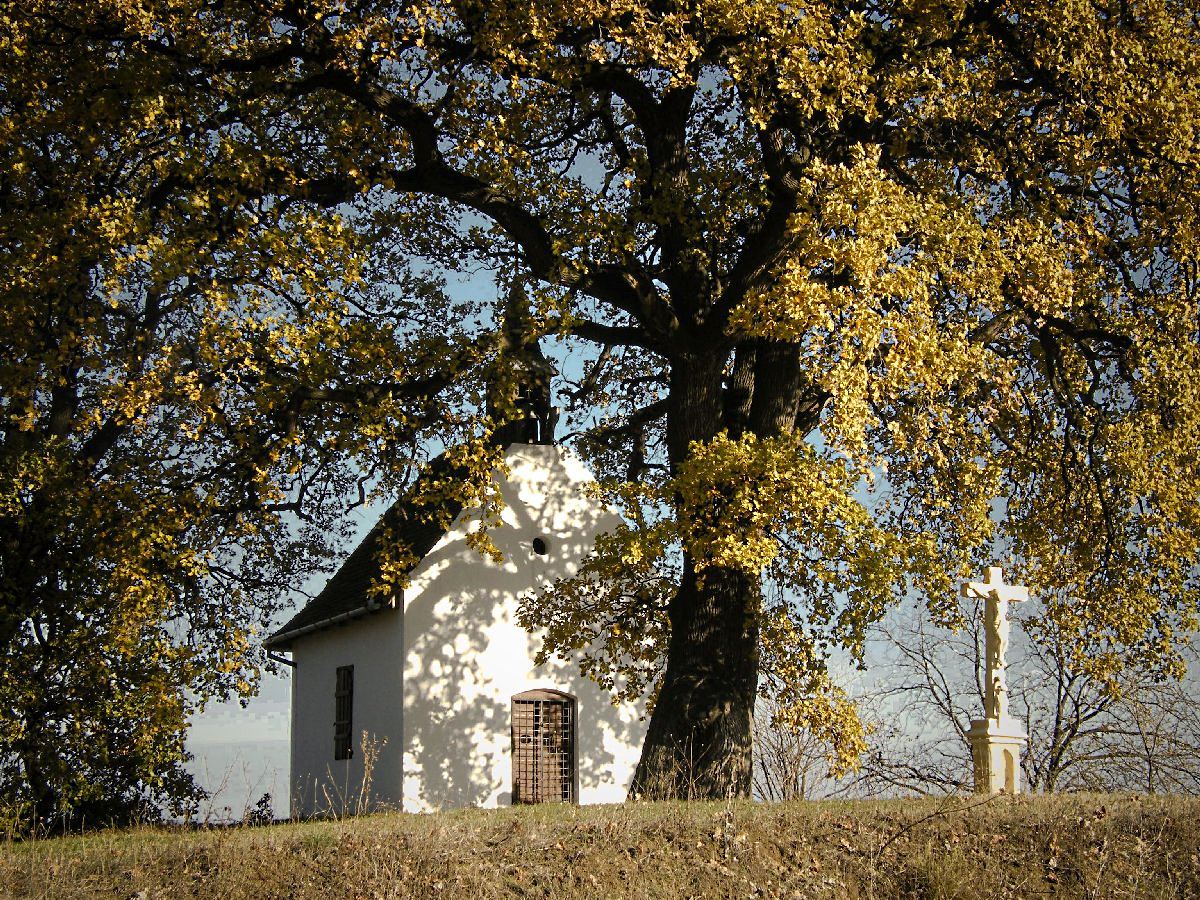
2016 – Gewinner „Flaum-Eiche Bátaszék“, Ungarn
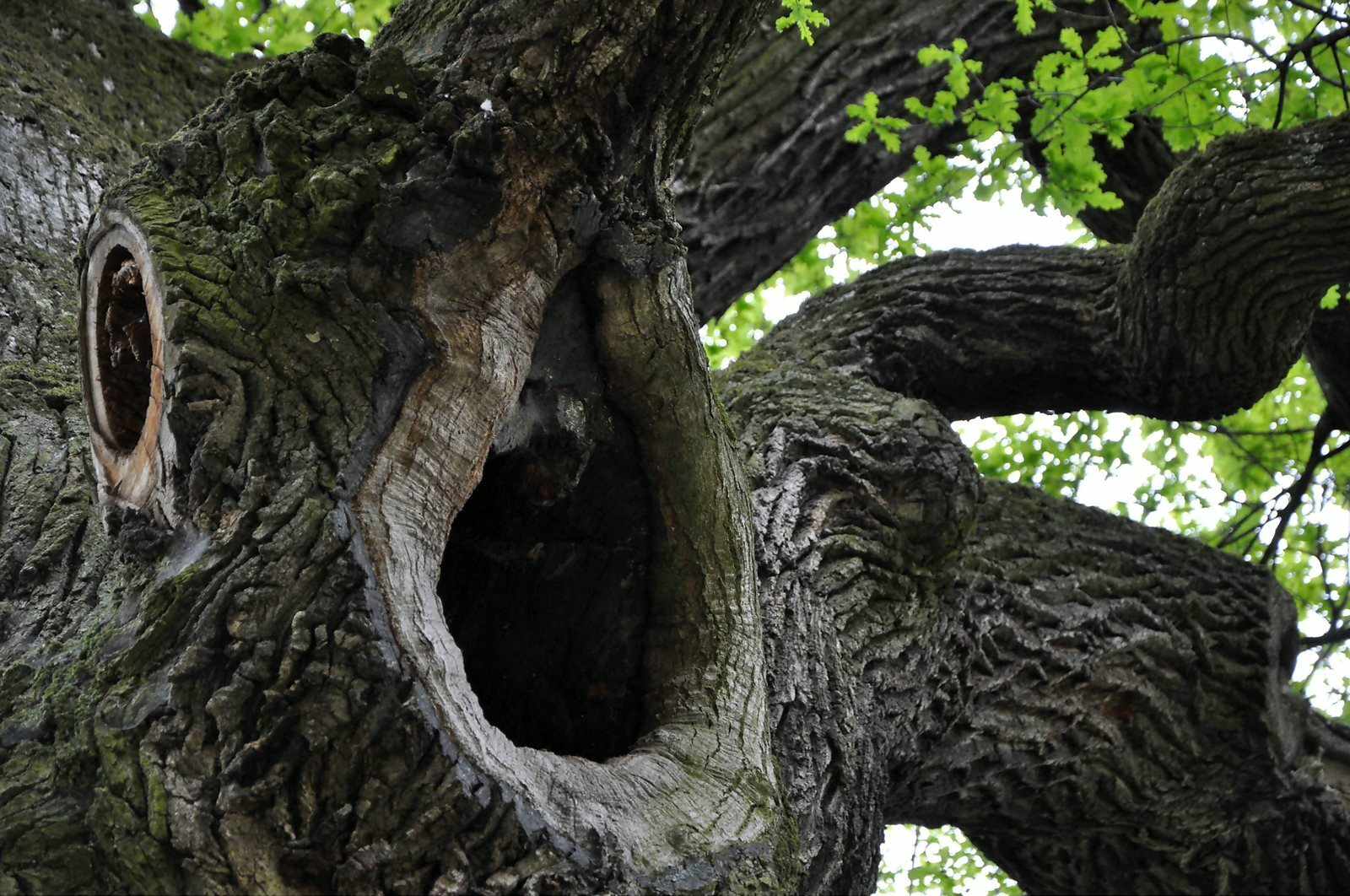
2017 – Gewinner „Josef Oak“, Polen
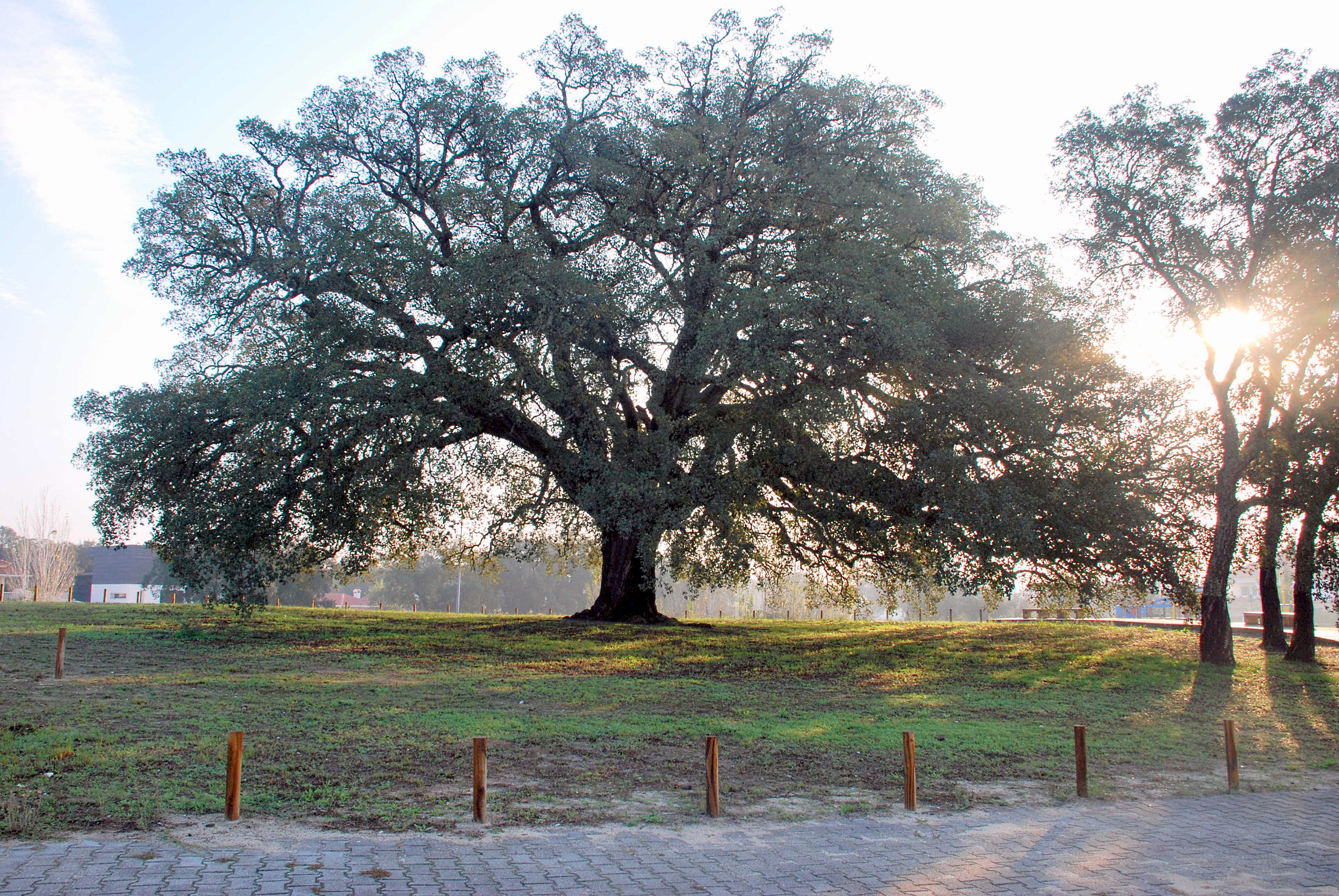
2018 – Gewinner „Pfeifende Korkeiche“, Portugal
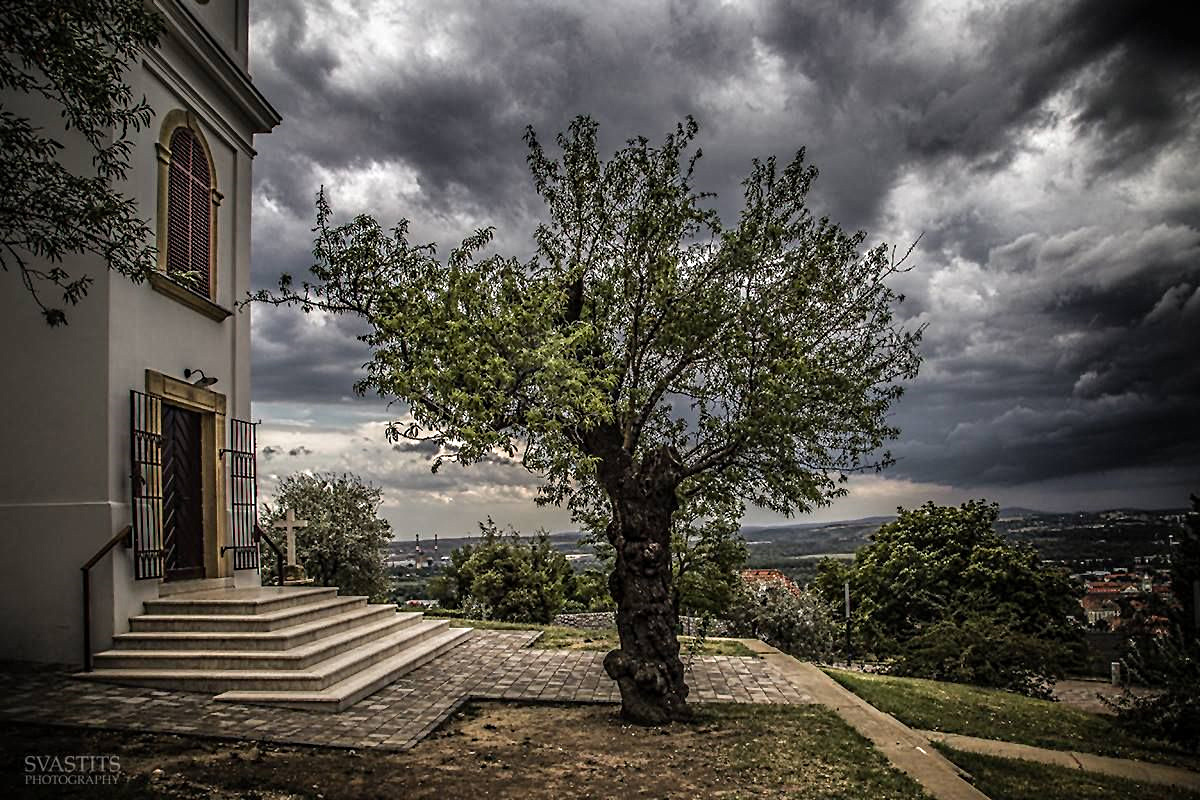
2019 – Gewinner „Mandelbaum in Pécs“, Ungarn
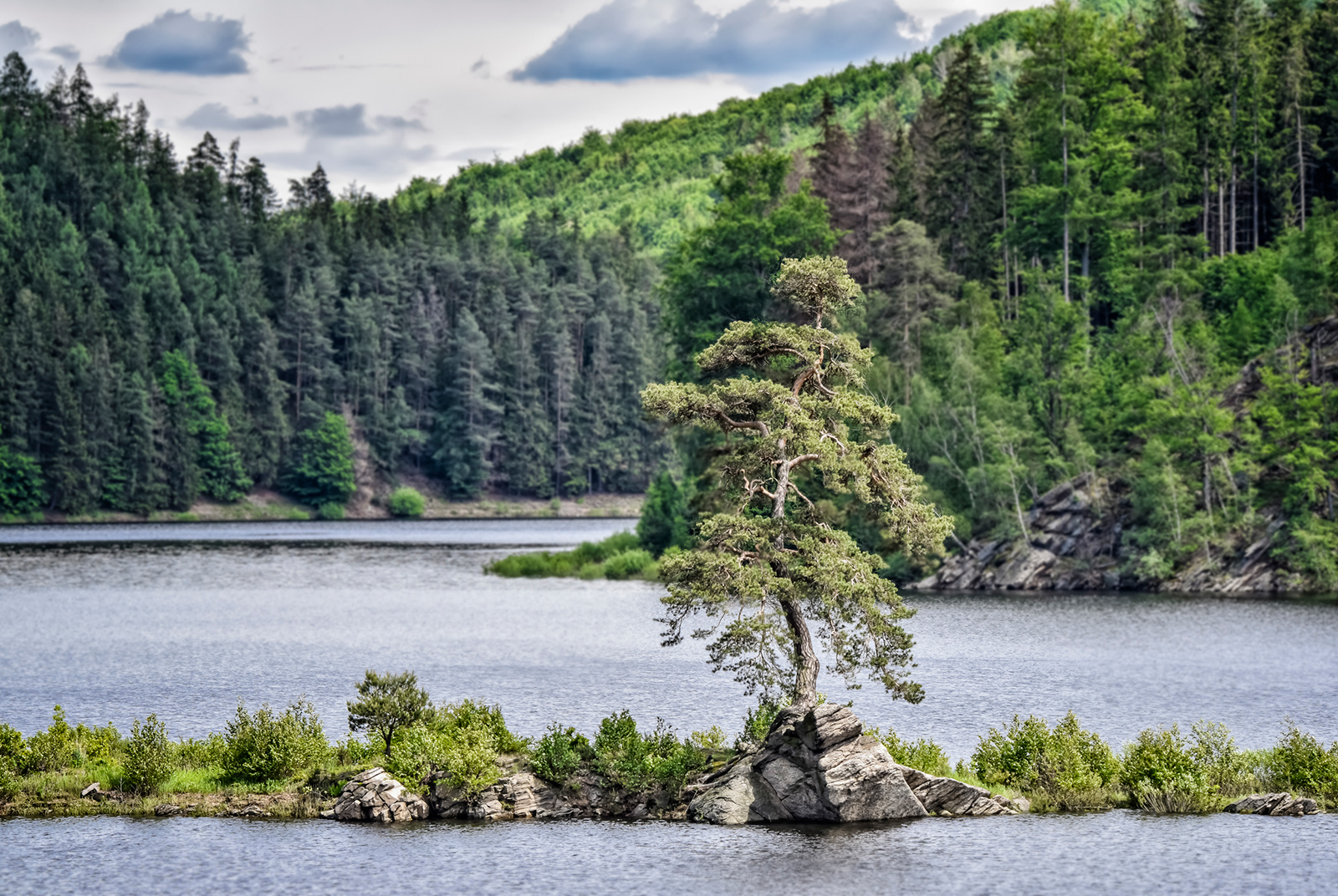
2020 – Gewinner „Guardian of the Flooded Village“, Tschechien
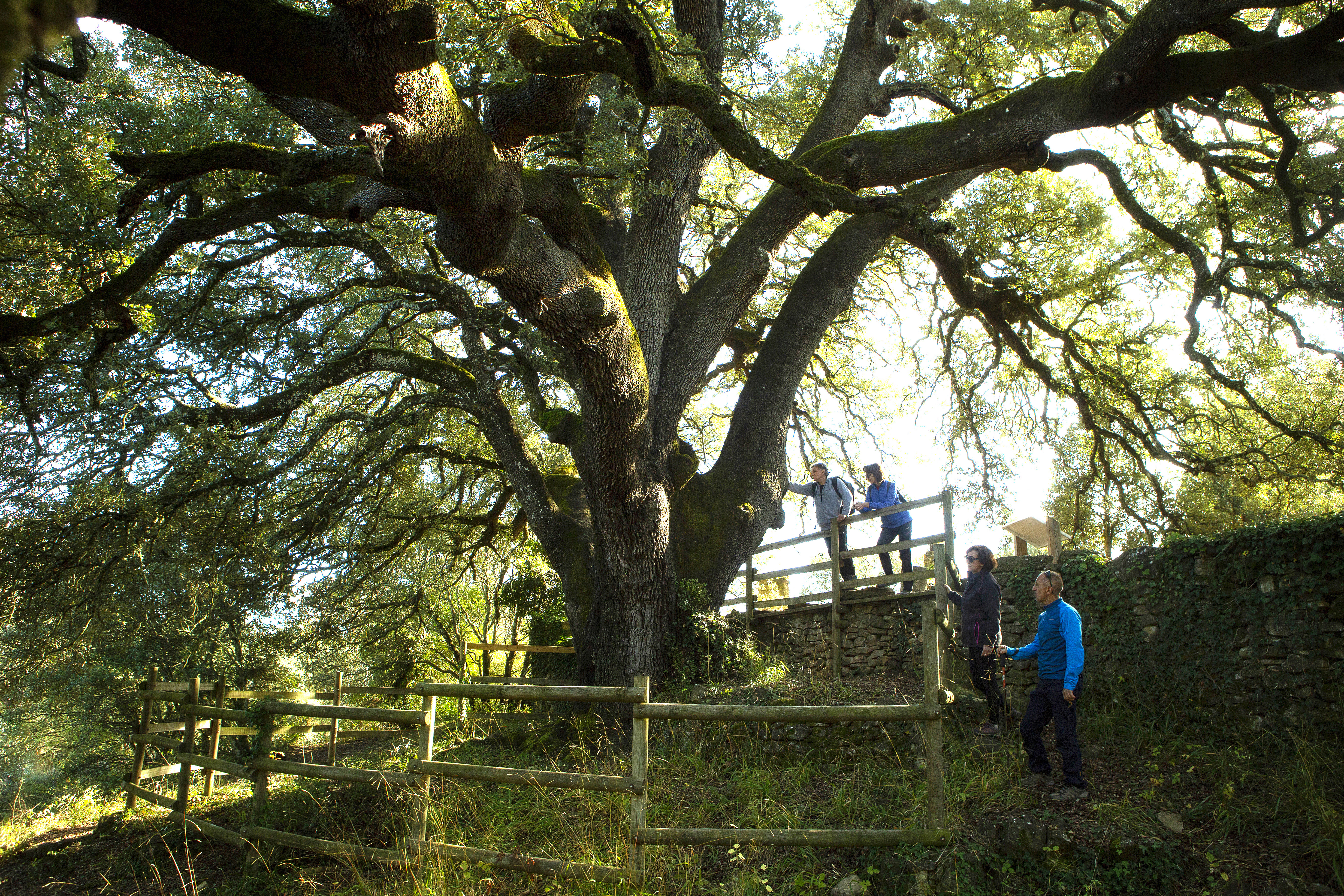
2021 – Gewinner: „Steineiche von Lecina“, Spanien
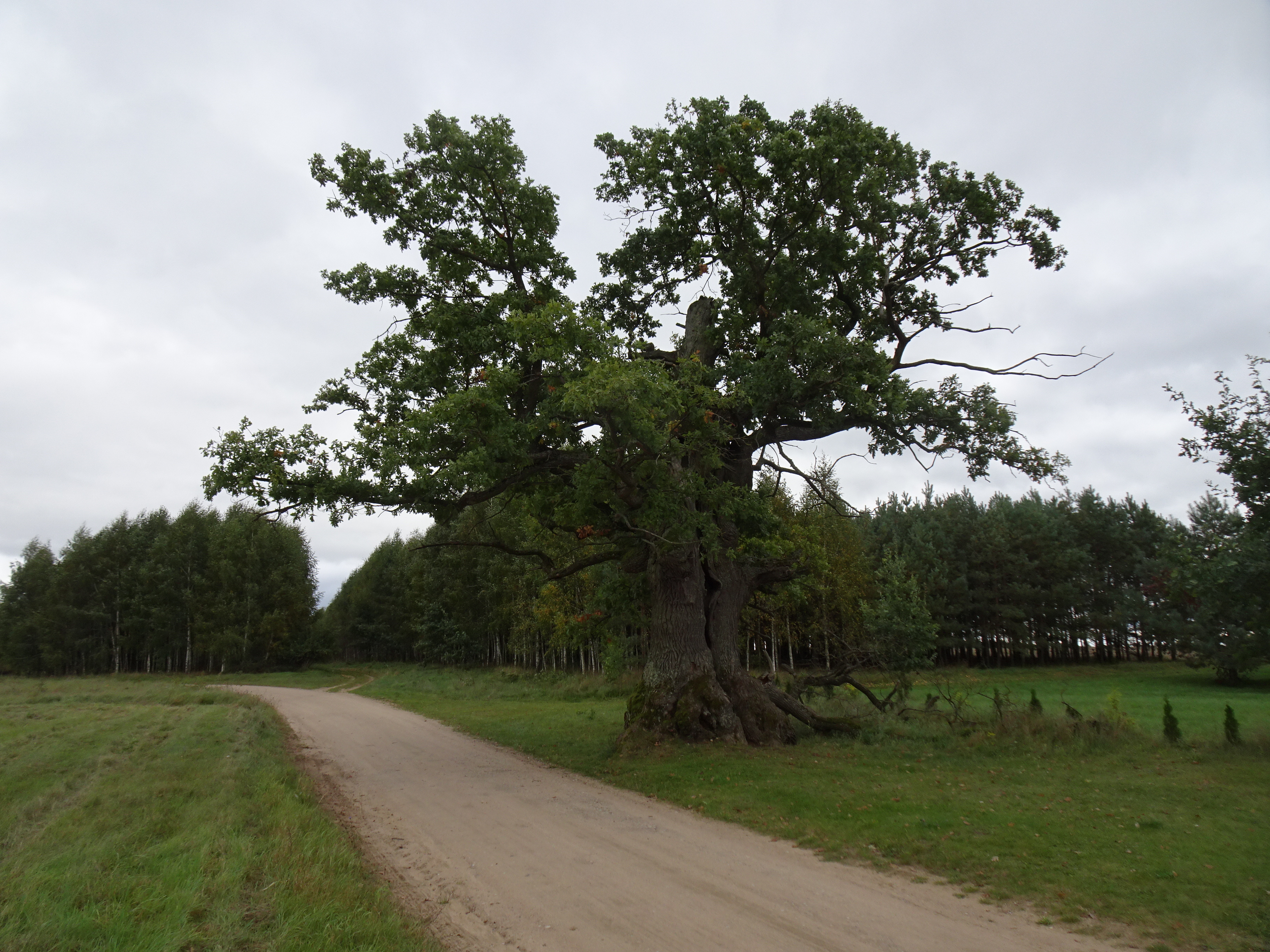
2022 – Gewinner: „Dunin-Eiche“, Polen
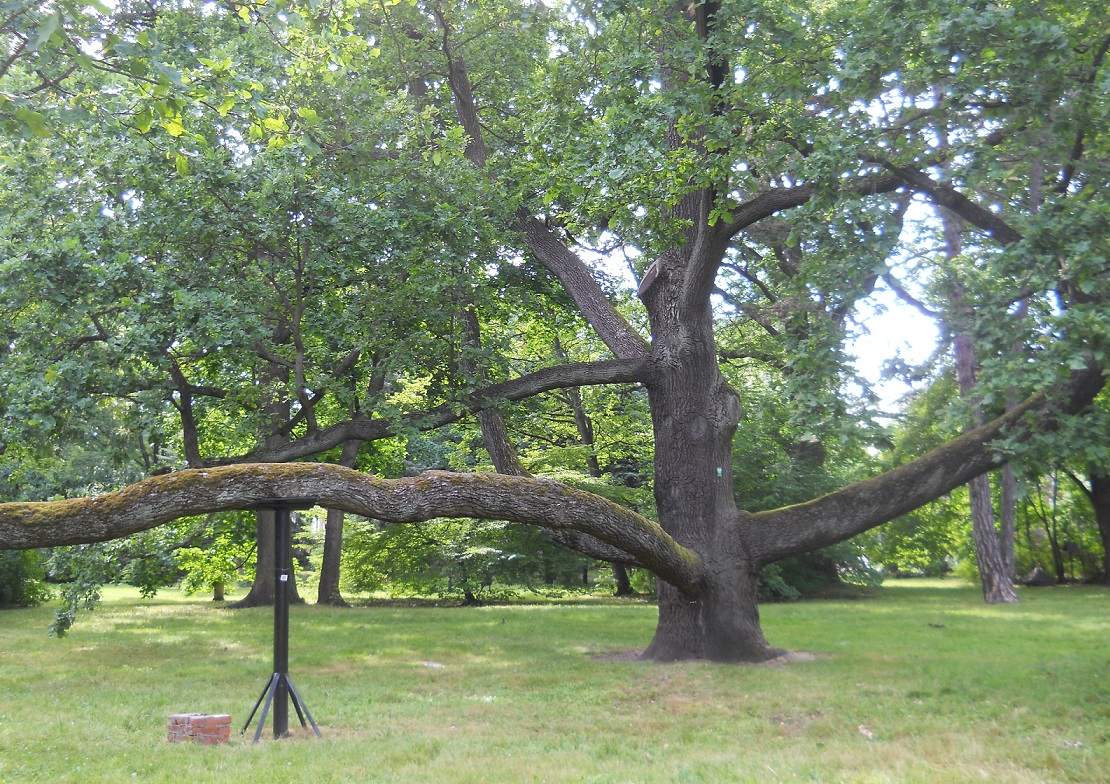
2023 – Gewinner: Eiche „Fabrykant“, Polen

## Kurze Statistik
Bislang wurden in den 12 Wettbewerben (2011–2022) insgesamt 2.674.419 Stimmen abgegeben, dabei haben 24 verschiedene Länderausscheide stattgefunden, es wurden insgesamt 147 bemerkenswerte Bäume vorgestellt und ihre Geschichten erzählt. Unter den Nominierten waren 59 verschiedenen Baumarten, wovon die Stieleiche, Sommer- und Winterlinde sowie die Platane am häufigsten vertreten waren. Der Abstimmungsrekord von 2022 mit der Abgabe von über einer 3/4 Mio. Stimmen in ganz Europa zeigt den angestiegenen Popularitätsgrad des Wettbewerbs und der damit verbundenen Themen.

## Ähnliche Wettbewerbe und Aktionen

### Europäische Wettbewerbe
- deutsche Auswahl „Baum des Jahres“[48]
- Tschechischer Wettbewerb „Strom Roku“[49]

### Weltweite Wettbewerbe
- Amerikanischer Wettbewerb „Tree of the week“[50] der Arbor Day Foundation
- Asiatischer Baum des Jahres[51]
- Australischer Wettbewerb „Victorian Tree of the Year“[52] vom National Trust of Australia
- Südafrikanischer Baum des Jahres[53]

### Verwandte Aktionen
- Tag des Baumes der Schutzgemeinschaft Deutscher Wald
- Internationaler Tag des Waldes, ausgerufen von der Ernährungs- und Landwirtschaftsorganisation der Vereinten Nationen, wird jährlich am 21. März mit verschiedenen Aktionen begangen
- Europäische Stadt der Bäume
- Tag des Baumes der amerikanischen Arbor Day Foundation

### Kandidaten
1. ↑  Kandidaten 2011
2. ↑  Kandidaten 2012
3. ↑  Kandidaten 2013
4. ↑  Kandidaten 2014
5. ↑  Kandidaten 2015
6. ↑  Kandidaten 2016
7. ↑  Kandidaten 2017
8. ↑  Kandidaten 2018
9. ↑  Kandidaten 2019
10. ↑  Kandidaten 2020
11. ↑  Kandidaten 2021
12. ↑  Kandidaten 2022

#### Gewinner
1. ↑  2019 – Mandelbaum in Pécs, Ungarn (Memento des Originals vom 18. Januar 2022 im Internet Archive)  Info: Der Archivlink wurde automatisch eingesetzt und noch nicht geprüft. Bitte prüfe Original- und Archivlink gemäß Anleitung und entferne dann diesen Hinweis.
2. ↑  2020 – Waldkiefer im Fluss Svratka, Tschechien. |treeoftheyear.org
3. ↑  2021 – Eiche von Lecina, Spanien
4. ↑  2022 – Dunin-Eiche, Polen
5. ↑  2023 – Eiche „Fabrykant“, Polen

#### 2011
1. ↑  Story of this tree: Lime in Leliceni
2. ↑  Story of this tree: Plane in Garmen
3. ↑  Story of this tree: Plane in Letenye
4. ↑  Story of this tree: Oak in Dubinné
5. ↑  Story of this tree: Hrom’s oak

#### 2012
1. ↑  Story of this tree: The Old Lime Tree of Felsőmocsolád
2. ↑  Story of this tree: The Elm Tree from Căpeni
3. ↑  Story of this tree: The Wish Tree
4. ↑  Story of this tree: Lime Tree in Lipany
5. ↑  Story of this tree: The Oak Grot in Dęblin
6. ↑  Story of these trees: Alley in Skalička
7. ↑  Story of this tree: Pistacia in Ghisonaccia

#### 2013
1. ↑  Story of this tree: Plane tree in Eger
2. ↑  Story of this tree: Plane tree in Kozy
3. ↑  Story of this tree: King Oak in Tullamore
4. ↑  Story of this tree: Lime Tree in the Nové Dvory Alley
5. ↑  Story of this tree: Plane tree from Komjatice
6. ↑  Story of this tree: The Mulberry and Walnut trees of Glushnik

#### 2014
1. ↑  Story of this tree: The Old Elm
2. ↑  Story of this tree: The Giant Wild Pear of Gödöllő
3. ↑  Story of this tree: Wybicki Oak at Będomin
4. ↑  Story of this tree: Zechenter’s Garden Oak
5. ↑  Story of this tree: The Guardian Oak of Višňová
6. ↑  Story of this tree: The Bonsai Oak in Bégard
7. ↑  Story of this tree: Niel Gow’s Oak
8. ↑  Story of this tree: The Birr Castle Grey Poplar
9. ↑  Story of this tree: The Oak at the Gate of the Dead
10. ↑  Story of this tree: The Tree of Perfect Gaiety

#### 2015
1. ↑  Story of this tree: Oak tree on a football field
2. ↑  Story of this tree: The great plane of Tata
3. ↑  Story of this tree: Poplar pollard of the Remolinar
4. ↑  Story of this tree: Oak Slav
5. ↑  Story of this tree: The Opatovice Pine
6. ↑  Story of this tree: Major Oak
7. ↑  Story of this tree: The Plane in Archar village
8. ↑  Story of this tree: Mulberry-The lighthouse of the history
9. ↑  Story of this tree: Lady’s Tree
10. ↑  Story of this tree: The Lonely Tree of Llanfyllin
11. ↑  Story of this tree: The Nail tree
12. ↑  Story of this tree: The chestnut tree
13. ↑  Story of this tree: Olive Tree from Canneto Sabino
14. ↑  Story of this tree: Cedar of Lebanon

#### 2016
1. ↑  Story of this tree: The oldest tree of Bátaszék
2. ↑  Story of this tree: The Thousand Year Old Lime
3. ↑  Story of this tree: Pear from Bošáca - Zabudišová
4. ↑  Story of this tree: The Oak of Bolko
5. ↑  Story of this tree: Canicosa’s Pine-Oak
6. ↑  Story of this tree: The oak from Danube park in Silistra
7. ↑  Story of this tree: Tamme-Lauri oak
8. ↑  Story of this tree: The Cubbington Pear Tree
9. ↑  Story of this tree: The Big oak of Liernu
10. ↑  Story of this tree: The Suffragette Oak
11. ↑  Story of this tree: Millennial Lime Tree of Heede
12. ↑  Story of this tree: Weeping blue cedar
13. ↑  Story of this tree: The Peace Tree
14. ↑  Story of this tree: Survival at the cutting edge oak
15. ↑  Story of this tree: The Generation Tree

#### 2017
1. ↑  Story of this tree: Oak Józef
2. ↑  Story of this tree: The Brimmon Oak
3. ↑  Story of this tree: The lime tree at Lipka
4. ↑  Story of this tree: The Céron park saman
5. ↑  Story of this tree: The Sycamore Gap Tree
6. ↑  Story of this tree: The Holm Oak
7. ↑  Story of this tree: The venerable sessile oak by the Nasalevtsi church
8. ↑  Story of this tree: The “Ding Dong” Tree
9. ↑  Story of this tree: Plane tree from Budatin
10. ↑  Story of this tree: Aprisquillo Pine
11. ↑  Story of this tree: Russalka oak
12. ↑  Story of this tree: The Village Lime Tree of Massemen
13. ↑  Story of this tree: Stelmužė oak
14. ↑  Story of this tree: The most beautiful plane tree of the Jászai Mari square
15. ↑  Story of this tree: Hugh O’Flaherty’s Trees
16. ↑  Story of this tree: Climbing Beech in Hoppenrade

#### 2018
1. ↑  Story of this tree: Whistler cork oak tree
2. ↑  Story of this tree: Ancient elms of Cabeza Buey
3. ↑  Story of this tree: The oak called: „the Elder of the Belgorod Forests“
4. ↑  Story of this tree: Zengovárkony’s survivor, the sweet chestnut
5. ↑  Story of this tree: The Gilwell Oak
6. ↑  Story of this tree: Apple tree from Bošáca
7. ↑  Story of this tree: The massive plane tree - the symbol of Trsteno
8. ↑  Story of this tree: Sequoias from Yuchbunar
9. ↑  Story of this tree: Walnut Tree in Kvasice
10. ↑  Story of this tree: Witches Spruce
11. ↑  Story of this tree: Poplar Helena
12. ↑  Story of this tree: The Lime of the Old Country
13. ↑  Story of this tree: Oak from Cajvana

#### 2019
1. ↑  Story of this tree: The Almond Tree of the Snowy Hill in Pécs
2. ↑  Story of this tree: The Abramtsevo Oak
3. ↑  Story of this tree: Secular Holm Oak from Monte Barbeiro
4. ↑  Story of this tree: The bird-tree
5. ↑  Story of this tree: Lime tree of Liberty
6. ↑  Story of this tree: Kneeling tree
7. ↑  Story of this tree: The Pet-oak
8. ↑  Story of this tree: The Guardian of Great Moravia’s secrets
9. ↑  Story of this tree: Nellie’s Tree
10. ↑  Story of this tree: The Our Lady Tree of Lummen
11. ↑  Story of this tree: Gubec linden
12. ↑  Story of this tree: Elm of Navajas
13. ↑  Story of this tree: The towering plane from Câmpeni
14. ↑  Story of this tree: The venerable Turkey oak near Rani lug village
15. ↑  Story of this tree: Raudonė Castle Lime

#### 2020
1. ↑  Story of this tree: Guardian of the Flooded Village
2. ↑  Story of this tree: Ginkgo from Daruvar
3. ↑  Story of this tree: Lonely Poplar
4. ↑  Story of this tree: The Witch Tree
5. ↑  Story of this tree: Multisecular Fir Tree - Guardian of Cibin
6. ↑  Story of this tree: The Chestnut Tree from Vales
7. ↑  Story of this tree: The Allerton Oak
8. ↑  Story of this tree: The Freedom Tree in Kaposvár
9. ↑  Story of this tree: The Three-Legged Spanish Oak
10. ↑  Story of this tree: Precious Sorb Tree
11. ↑  The Multisecular Beech of Saint-Jammes
12. ↑  Story of this tree: Elderberry Tree
13. ↑  Story of this tree: Witch’s Yew Tree
14. ↑  Story of this tree: The Venerable Oak in Novo Selo Village
15. ↑  The Tree of Freedom
16. ↑  Oak Vallonea of Tricase

#### 2021
1. ↑  Story of this tree: The Millennial Carrasca of Lecina (Memento des Originals vom 18. März 2021 im Internet Archive)  Info: Der Archivlink wurde automatisch eingesetzt und noch nicht geprüft. Bitte prüfe Original- und Archivlink gemäß Anleitung und entferne dann diesen Hinweis.
2. ↑  Story of this tree: The thousand-year-old plane of Curinga (Memento des Originals vom 17. März 2021 im Internet Archive)  Info: Der Archivlink wurde automatisch eingesetzt und noch nicht geprüft. Bitte prüfe Original- und Archivlink gemäß Anleitung und entferne dann diesen Hinweis.
3. ↑  Story of this tree: Ancient Sycamore Tree
4. ↑  Story of this tree: Plane Tree of Rossio
5. ↑  Story of this tree: Saint Jan Nepomucen’s Linden
6. ↑  Story of this tree: The ancient Mother Tree
7. ↑  Story of this tree: Apple tree near Lidmans
8. ↑  Story of this tree: The Judas Tree on the Church Hill of Mélykút
9. ↑  Story of this tree: The Pouplie
10. ↑  Story of this tree: The Eldest Resident of Medulin
11. ↑  Story of this tree: The Survivor Tree
12. ↑  Story of this tree: The Four-Trunked Survivor
13. ↑  Story of this tree: Ancient Oak from Drnava (Memento des Originals vom 25. April 2023 im Internet Archive)  Info: Der Archivlink wurde automatisch eingesetzt und noch nicht geprüft. Bitte prüfe Original- und Archivlink gemäß Anleitung und entferne dann diesen Hinweis.
14. ↑  Story of this tree: The Old Mulberry

#### 2022
1. ↑  News (2022-02-28): Russia loses participation in European Tree of the Year  due to invasion of Ukraine (Memento des Originals vom 8. März 2022 im Internet Archive)  Info: Der Archivlink wurde automatisch eingesetzt und noch nicht geprüft. Bitte prüfe Original- und Archivlink gemäß Anleitung und entferne dann diesen Hinweis.
2. ↑  Story of this tree: Oak Dunin
3. ↑  Story of this tree: Oak of Conxo’s Banquet Forest, Spanien
4. ↑  Story of this tree: The Big Cork Oak
5. ↑  Story of this tree: Chestnut of the hundred horses
6. ↑  Story of this tree: Umbrella from High Tatras
7. ↑  Story of this tree: Kippford Leaning Tree
8. ↑  Story of this tree: The Singing Lime
9. ↑  Story of this tree: The Multisecular Sweet Chestnut of Audran Square
10. ↑  Story of this tree: Age Grand Oak
11. ↑  Story of this tree: The weeping sophoras of the Csokonai Theater in Debrecen
12. ↑  Story of this tree: The giant sequoia from Slatina
13. ↑  CNDB-Plantation d’arbres
14. ↑  Story of this tree: The Giant Sequoia of the Collège Notre Dame de Bonlieu
15. ↑  Story of this tree: The King’s Pine
16. ↑  Story of this tree: Grandpa Kolyo’s tree
17. ↑  Story of this tree: I am Tilia, Niederlande
18. ↑  Story of this tree: The Turgenev oak

#### 2023
1. ↑  Story of this tree: The Brown Cherry Pear of Klerken
2. ↑  Story of this tree: Plane Tree
3. ↑  Story of this tree: The Purple Beech of Reigi
4. ↑  Story of this tree: The Weeping Beech of Cassel Mount
5. ↑  Story of this tree: Waverley Abbey Yew
6. ↑  Story of this tree: Palermo Botanical Garden’s Giant Ficus
7. ↑  Story of this tree: The Oak from Drežnica Field
8. ↑  Story of this tree: Sēja Oak
9. ↑  Story of this tree: The Marquis’ Oak
10. ↑  Story of this tree: Oak Fabrykant
11. ↑  Story of this tree: Eucalyptus of Contige
12. ↑  Story of this tree: Common Oak - Dragon Oak
13. ↑  Story of this tree: Encina of San Roque
14. ↑  Story of this tree: The Pear Tree in Drásov
15. ↑  Story of this tree: Apple Tree Colony from Krolevtsi
16. ↑  Story of this tree: The Bridge Plane Tree

- Karte mit allen Koordinaten:
- OSM |
- WikiMap